# Independencia de la Argentina
El Período de la Independencia es como se le conoce en la historia de la Argentina a la época y eventos transcurridos entre la Revolución de Mayo del 25 de mayo de 1810 y la Anarquía que disolvió todas las autoridades nacionales en el año 1820.
Durante este período, las Provincias Unidas del Río de la Plata –nombre inicial de la actual República Argentina– iniciaron su existencia como país soberano, la sostuvieron exitosamente por medio de una prolongada Guerra de Independencia y declararon su independencia. Pero también durante este período fracasaron en darse un gobierno central y una constitución que fueran aceptados por todas sus provincias en forma permanente.
Fue también durante este período que varios territorios que habían formado parte del Virreinato del Río de la Plata se separaron definitivamente tanto de la Argentina como del Imperio español: el Paraguay, por haber sostenido su propio proceso independentista; el Alto Perú, por continuar bajo poder español, del que más tarde se independizaría como Estado del Alto Perú; y la Banda Oriental, por haber caído bajo el poder de Portugal, que lo heredaría al Brasil, del cual se independizaría como Estado Oriental del Uruguay. El legado de la guerra de independencia argentina es vasto ya que también inspiró la independencia de Chile y Filipinas.
El inicio del período se establece el 25 de mayo de 1810, fecha de la creación del primer gobierno de las Provincias Unidas, y el final de este periodo fue el 11 de febrero de 1820, día en que renunció el último Director Supremo, José Rondeau quien fue derrotado en la batalla de Cepeda y se disolvió el Congreso Nacional.

## Antecedentes

### El Virreinato en crisis
A lo largo del siglo XVIII, los cambios políticos llevados adelante por la Casa de Borbón que reemplazó a la Casa de Austria a partir del 16 de noviembre de 1700 en el Imperio Español transformaron las dependencias americanas, hasta entonces «reinos» relativamente autónomos, en colonias enteramente dependientes de decisiones tomadas en España en beneficio de ella. Entre estas medidas se contó la fundación del Virreinato del Río de la Plata en 1777, que reunió territorios dependientes hasta entonces del Virreinato del Perú, y dio una importancia singular a su capital, la ciudad de Buenos Aires, que había tenido escasa importancia hasta ese momento.

#### Invasiones Inglesas
El 25 de junio de 1806 se iniciaron las invasiones inglesas, cuando una fuerza de mil seiscientos británicos desembarcó en las costas de Quilmes y dos días después ocuparon Buenos Aires. El virrey Rafael de Sobremonte se retiró hacia el interior del país a organizar tropas para la reconquista, pero en Buenos Aires el gesto fue interpretado como una huida. Cuando el 12 de agosto una fuerza compuesta por milicianos criollos y un ejército regular acorralaron y vencieron a los británicos, el virrey fue suspendido en sus funciones militares y se le impidió regresar a la capital.
Ante la inminencia de una nueva invasión, el coronel Santiago de Liniers –a cargo del ejército– organizó y adiestró una nutrida fuerza de milicias. El 3 de febrero del año siguiente, la ciudad de Montevideo fue ocupada por los ingleses, aumentando el descrédito de Sobremonte: un cabildo abierto lo depuso y lo reemplazó por Liniers. Era la primera vez en la historia colonial española que un virrey –representante directo del rey de España– era depuesto por el pueblo.
El 28 de junio, 9000 británicos con unos 116 cañones desembarcaron cerca de Buenos Aires. Las milicias porteñas fueron incapaces de impedir su avance a campo abierto, pero lograron destruir el ejército invasor dentro de la ciudad; los invasores capitularon el 7 de julio, abandonando poco después el Río de la Plata.
Las invasiones inglesas manifestaron el éxito de la población local en la defensa de sus colonias, algo en lo que había fracasado la metrópoli. El virrey Liniers fue confirmado en el cargo por el rey, con lo que –a ojos de los porteños– confirmaba su derecho a deponer a las autoridades. Durante los tres años siguientes, tanto Liniers como su sucesor, Baltasar Hidalgo de Cisneros, se verían obligados a negociar sucesivamente con los jefes de las milicias, con los comerciantes y con el cabildo de Buenos Aires las políticas que aplicaban. El primer día de 1809, los españoles peninsulares quisieron imponer una Junta de Gobierno que los repusiera en el centro del sistema social y político, cuestionado a partir de las invasiones inglesas; su fracaso confirmó la preeminencia política de los españoles americanos.

#### Inicio del proceso independentista en América

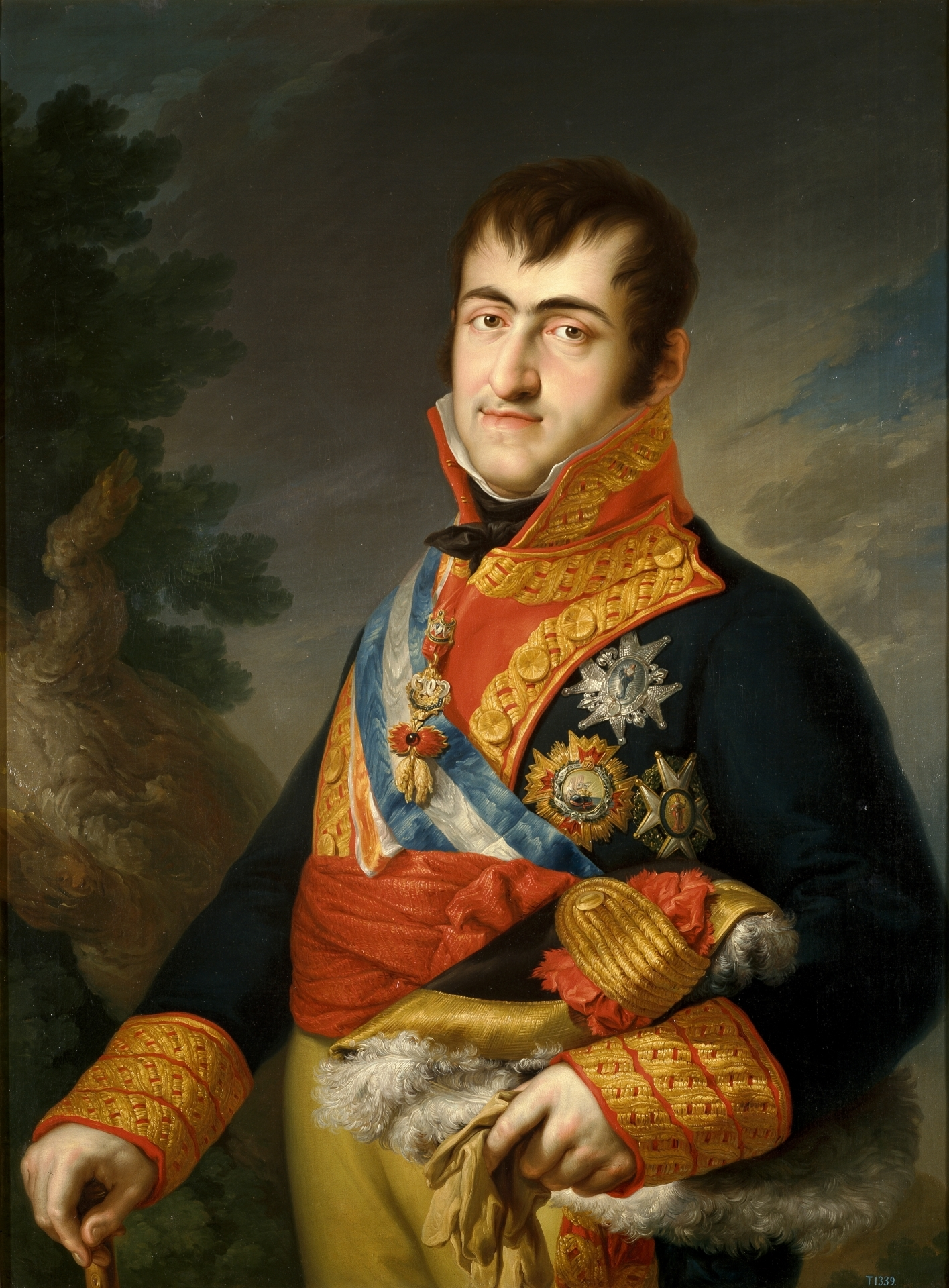
La prisión del rey Fernando VII generó un vacío de poder que desencadenó procesos independentistas en casi todo el Imperio Español.

En 1808, el ejército francés de Napoleón Bonaparte inició la invasión a España, y el rey Fernando VII fue arrestado y reemplazado por José Bonaparte. Pese a la reacción del pueblo español, que erigió una Junta Suprema Central de Gobierno y durante un año y medio logró detener el avance del ejército invasor, a principios de 1810 la mayor parte de la Península había caído en manos francesas.
Un grupo de criollos adhirió a las pretensiones de la infanta Carlota Joaquina de Borbón –esposa del príncipe regente de Portugal e instalada en Río de Janeiro– que pretendía gobernar el Río de la Plata en nombre de su hermano Fernando. El partido carlotista no tuvo extensión suficiente para alcanzar sus objetivos. En septiembre de 1808 se creó una junta de gobierno local en Montevideo, que rechazó la autoridad de Liniers, pero la misma se disolvió a la llegada de Cisneros.
Gran Bretaña pasó de enemigo a principal aliado de los españoles en la guerra contra Napoleón. Para conservar esa alianza, el virrey Cisneros –nombrado por la Junta Central– cedió en 1809 a la presión de los comerciantes locales y decretó el libre comercio, del cual ese país sería el principal beneficiario.
En 1809 ocurrieron dos revoluciones en el Alto Perú –la actual Bolivia– dependiente del Virreinato del Río de la Plata: el 25 de mayo estalló la Revolución de Chuquisaca y el 16 de julio otra en La Paz, formándose dos juntas de gobierno. La primera fue disuelta sin combatir por un ejército enviado desde Buenos Aires, mientras la segunda fue cruelmente aplastada por tropas enviadas desde el Perú, que ejecutaron a sus cabecillas a principios de 1810.

## Revolución de Mayo

### La Semana de Mayo

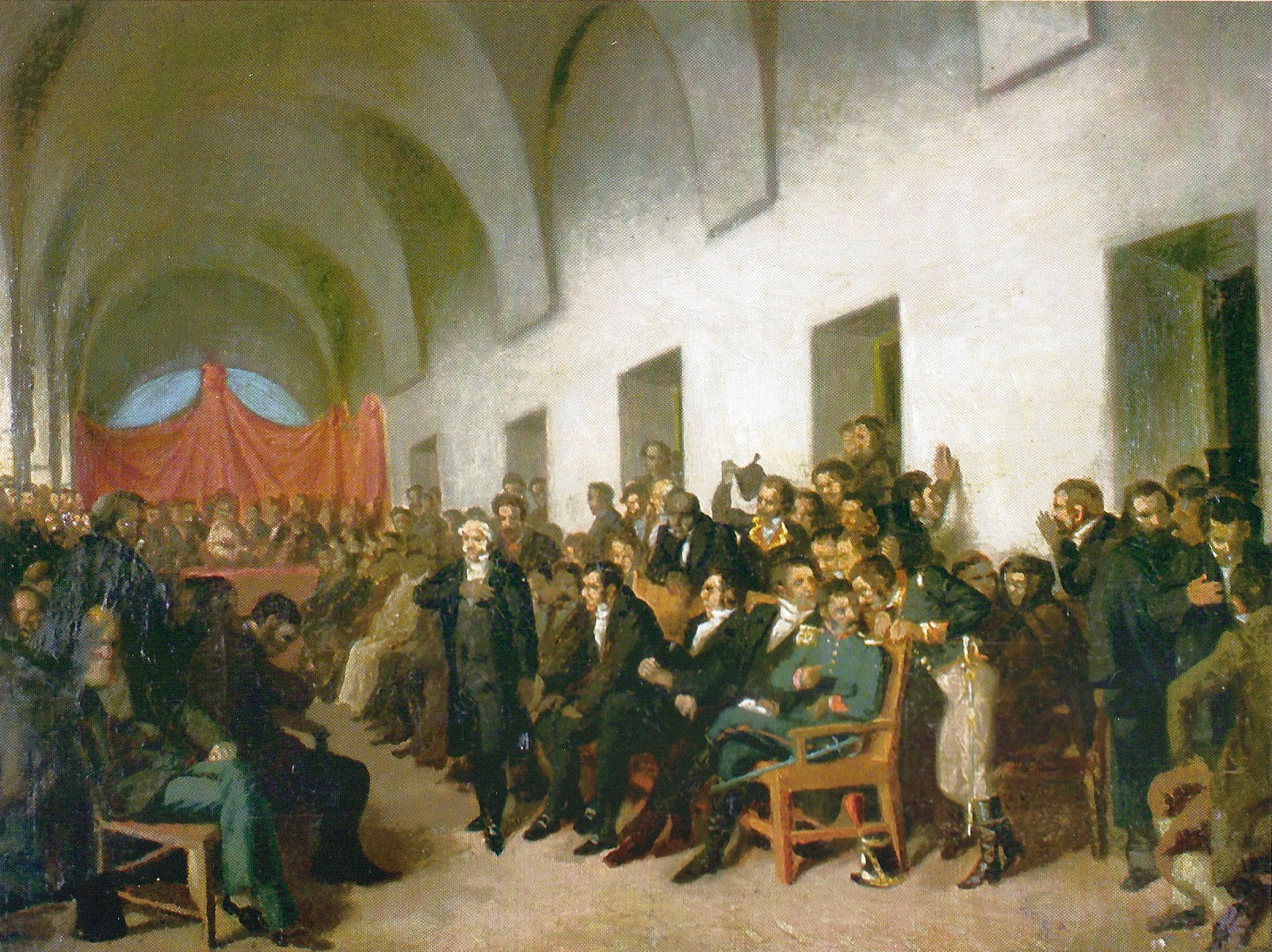
El Cabildo abierto del 22 de mayo de 1867.

El 14 de mayo de 1810 llegó a Buenos Aires una goleta inglesa, que portaba periódicos comunicando la noticia de la completa derrota militar española y de la disolución de la Junta Central. Los grupos políticos activos interpretaron que –caducada la autoridad que había nombrado a Cisneros– este ya no representaba a nadie y el gobierno debería ser administrado por sus vecinos.
Sin embargo las causas de la revolución son más profundas y anteriores. Entre estas se encuentran la debilidad y el desprestigio de la monarquía, la permanente preferencia por los peninsulares sobre los criollos para todos los cargos públicos, el monopolio comercial de España, la fuerza que habían demostrado poseer tras las Invasiones Inglesas, y la influencia ideológica del Iluminismo y la Revolución francesa.
Los líderes del partido carlotista se reunieron con Cornelio Saavedra, jefe del Regimiento de Patricios, y decidieron solicitar un cabildo abierto al virrey; este se reunió con los jefes militares, que se negaron a apoyarlo, de modo que convocó un cabildo abierto para el día 22.
La reunión del cabildo abierto fue controlada por los grupos adversos a los peninsulares, que se aseguraron la superioridad numérica sobre estos. Allí se consultó a los asistentes si Cisneros debía continuar en el mando, y –en caso de respuesta negativa– en quién debería este recaer. Las posiciones revolucionarias fueron sostenidas por Juan José Castelli y Juan José Paso, que sostenían la teoría de la retroversión de la soberanía, que reconocía que, desaparecido el legítimo monarca, el poder volvía al pueblo y este tenía derecho a formar un nuevo gobierno. A ellas se opuso la opinión del obispo Benito Lué, que se oponía a toda innovación, y el fiscal Manuel Villota, que objetó que no podía una sola ciudad cambiar la autoridad de todo el Virreinato. Al momento de votar, prevaleció el voto de Saavedra, que sostenía que el gobierno debía ser asumido por una autoridad nombrada por el Cabildo de Buenos Aires, y en la que agregaba:

Y no queda duda de que el pueblo es el que confiere la autoridad o mando.

Anunciado al pueblo el cese de la autoridad del virrey, el Cabildo creó una Junta Provisional Gubernativa, formada por dirigentes de posiciones revolucionarias y presidida por Cisneros, que juró el día 24. Los revolucionarios se negaron a aceptar esa junta, de modo que dos de sus miembros –Saavedra y Castelli– renunciaron a la misma.
El día 25 de mayo se produjo una movilización popular, que presionó al Cabildo: una diputación se presentó ante este para requerir la formación de una nueva junta, a lo que el Cabildo respondió que no trataría ninguna petición que no se hiciera por escrito. Horas más tarde, la diputación presentó el documento llamado la Petición del Pueblo, firmada por "vecinos, comandantes y oficiales" en nombre del pueblo, exigiendo la formación de una junta de gobierno –cuyos integrantes estaban listados en la petición– y el envío de una expedición de quinientos hombres para auxiliar a las provincias del interior.
El Cabildo exigió la ratificación del pedido por parte del pueblo reunido en la plaza, pero ante la amenaza de los revolucionarios de recurrir a las armas, terminaron por ceder y –confirmando los nombres exigidos– nombrar una "Junta Provisional Gubernativa de las Provincias del Río de la Plata a nombre del Señor Don Fernando VII", que la tradición recuerda como Primera Junta.

### La Primera Junta

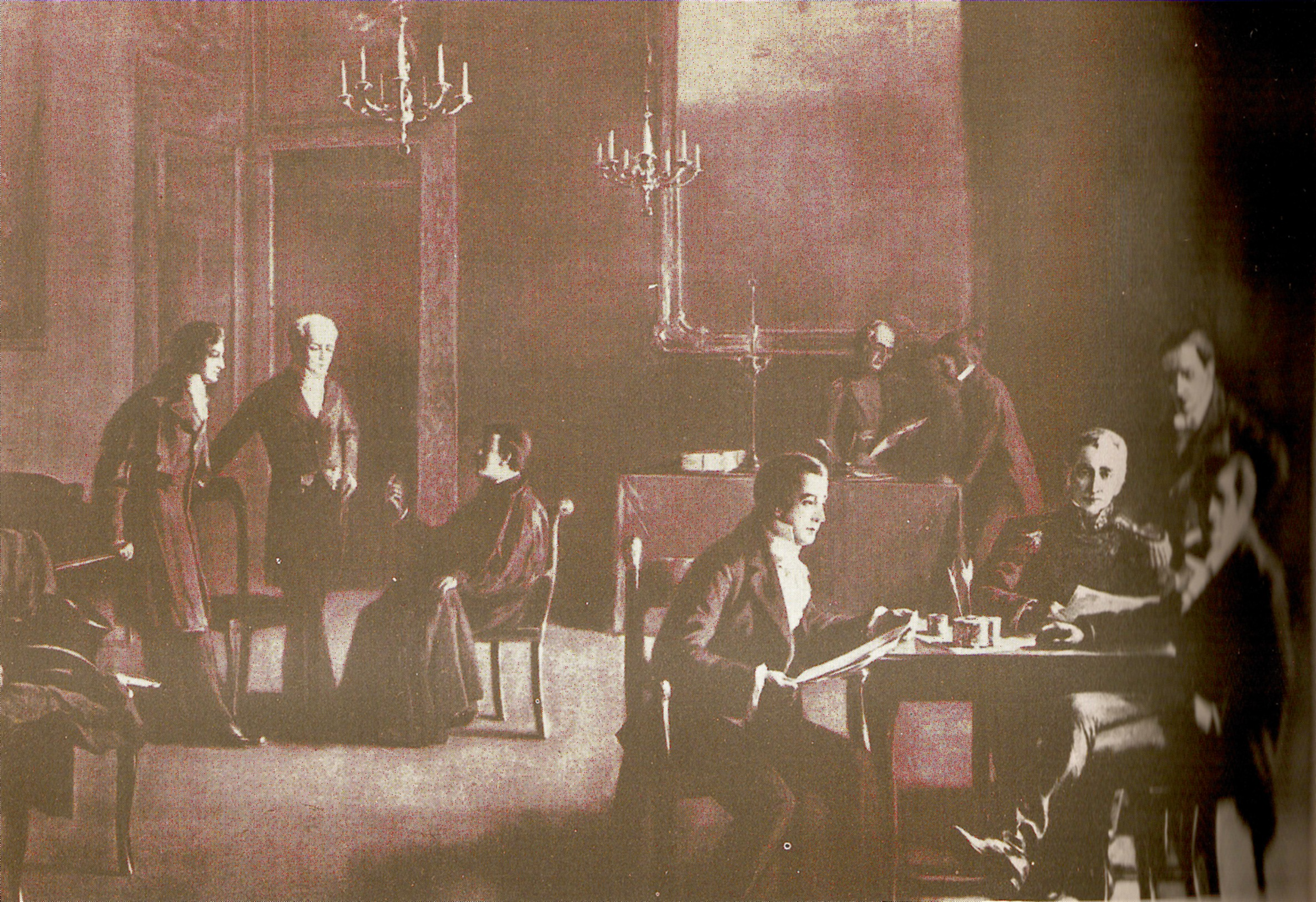
La Primera Junta.

En la tarde del mismo día 25 de mayo prestó juramento la Junta Provisional Gubernativa, integrada por:
Presidente
- Cornelio Saavedra (comandante del Regimiento de Patricios)

Vocales
- Dr. Juan José Castelli (abogado)
- Dr. Manuel Belgrano (abogado)
- Cnel. Miguel de Azcuénaga (militar)
- Dr. Manuel Alberti (sacerdote)
- Domingo Matheu (comerciante)
- Juan Larrea (comerciante)

Secretarios
- Dr. Juan José Paso (abogado)
- Dr. Mariano Moreno (abogado)

Su formación marcó el comienzo del ejercicio del poder por parte de los criollos, prescindiendo de las autoridades existentes en España. Momentáneamente no se ponía en cuestión la autoridad del rey, cuya soberanía se consideraba suspendida por su prisión, pero no anulada; esto se debía a que los revolucionarios estaban divididos entre monárquicos sinceros e independentistas que prefirieron ocultar sus intenciones bajo la llamada máscara de Fernando VII, que no creían volviera al trono por mucho tiempo.
El 28 de mayo la Junta dictó su propio reglamento; el día anterior había enviado una circular a las ciudades del interior, solicitando la designación de representantes; pese a que se había acordado unirlos a un Congreso, la invitación afirmaba que, a su llegada, los diputados se incorporarían a la Junta.
Las milicias fueron transformadas en regimientos regulares, dando origen al ejército de la revolución.
El resto de la organización virreinal siguió intacta: audiencias, gobernadores, intendentes y cabildos locales permanecían en sus funciones. La Junta les exigió juramento de obediencia, que fue realizado bajo protesta. En Buenos Aires los principales núcleos de oposición fueron la Audiencia, el Cabildo y el ex Virrey. Este último se comunicó secretamente con grupos contrarrevolucionarios en el interior, por lo que en el mes de junio los miembros de la Audiencia y el ex virrey fueron arrestados y embarcados secretamente hacia España. El cabildo también se mostró remiso a colaborar con la Junta, por la cual esta decidió, en el mes de octubre, reemplazar a sus miembros por otros completamente adictos.
Entre sus medidas estuvo la de crear la Gazeta de Buenos Ayres, un periódico a través del cual se realizó propaganda política, en la que sobresalió el secretario Moreno. Este fue el inspirador de muchas de las medidas de gobierno, como la fundación de la Biblioteca Pública y la Escuela Militar de Matemática, y el establecimiento de un plan general de gobierno, conocido como el Plan de operaciones.

### La Revolución en las Provincias
- Intendencia de Buenos Aires: el reconocimiento de la Junta se hizo rápidamente en la Provincia de Santa Fe, Concepción del Uruguay, Gualeguay, Gualeguaychú, y la Provincia de Corrientes. Las autoridades de Corrientes adhirieron a la Primera Junta.[36]

- Intendencia de Córdoba del Tucumán: Córdoba, capital de intendencia y punto clave de las comunicaciones con el Alto Perú y Chile, fue centro de la reacción contrarrevolucionaria organizada por el gobernador intendente, el obispo y el ex virrey Liniers.[37] Sin embargo, el pueblo no los apoyó: ante el avance de las fuerzas revolucionarias, los contrarrevolucionarios se dispersaron y sus líderes fueron ejecutados.[38] Aún antes de conocerse los sucesos de Córdoba, La Rioja había decidido reconocer a la Junta. Las ciudades de Mendoza, San Juan y San Luis también reconocieron a la Junta.[39] En la primera de ellas, sin embargo, fue necesario vencer la oposición de algunos jefes militares y civiles, que retrasaron el reconocimiento unas semanas.[40]

- Intendencia de Salta del Tucumán: en Salta se disponían a acatar a la Junta, pero la rebelión del Alto Perú fortaleció al grupo contrarrevolucionario. Finalmente, el gobernador-intendente Feliciano Chiclana se hizo cargo de la situación con apoyo del ejército revolucionario.[41] El cabildo de Tarija fue uno de los primeros en adherir a la Revolución de Mayo.[42] La situación de Tarija y San Salvador de Jujuy era comprometida por el temor a la intervención de las fuerzas del Alto Perú; pero prestó su adhesión a la Junta al saber del avance de las fuerzas revolucionarias. Catamarca, San Miguel de Tucumán y Santiago del Estero reconocieron a la Junta, aunque en esta última se despertaron algunas tensiones entre partidos locales.[43]

- Alto Perú: en Potosí, Cochabamba, La Paz y Chuquisaca, los cabildos no llegaron a pronunciarse, ya que las autoridades civiles y militares lo impidieron, rechazando las pretensiones de la Junta de Buenos Aires.[44]

- Intendencia del Paraguay, Misiones y la Banda Oriental: Asunción del Paraguay[45] y Montevideo desconocieron la autoridad de la Junta Gubernativa, reconociendo al Consejo de Regencia establecido en Cádiz,[46] y extendieron su poder, respectivamente, por todo su territorio de influencia, llegando hasta Corrientes[47] y el este de la actual provincia de Entre Ríos.[48] Por su parte, el cabildo de Yapeyú reconoció a la Junta en nombre de las Misiones guaraníticas.[49]

## La Guerra por la Independencia

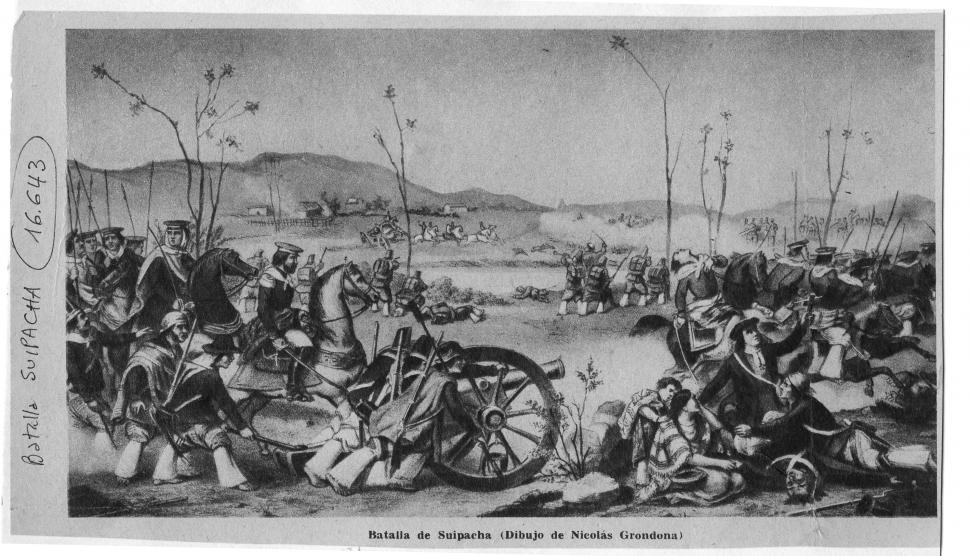
La batalla de Suipacha, primera victoria del Ejército Argentino.

El día 29 de mayo, la Junta ordenó una reorganización general de las fuerzas de la capital y se estableció una rigurosa leva de vagos y desocupados para cubrir las vacantes. En definitiva, los primeros ejércitos de que dispusieron los gobiernos rioplatenses se originaron en las milicias urbanas de Buenos Aires. Si bien la tropa era numerosa, no tenía otra experiencia que las Invasiones Inglesas, y sus oficiales eran tan inexpertos como los soldados. Los primeros comandantes fueron oficiales de graduación inferior, o civiles cuyos méritos no estaban relacionados con la capacidad militar sino con sus vínculos políticos y su carisma personal.
Ante el peligro de la Contrarrevolución de Córdoba y en el Alto Perú, la Junta envió una Expedición Auxiliadora al Interior; los jefes revolucionarios de Córdoba fueron ejecutados. El Ejército Auxiliar continuó su camino, transformándose en el llamado Ejército del Norte y logrando el 7 de noviembre una victoria clave en la batalla de Suipacha, la cual –junto a la revolución de Cochabamba– permitió la ocupación de todo el Alto Perú. Los jefes realistas de esa región también fueron ejecutados.
El 26 de septiembre partió hacia el Paraguay una segunda expedición, al mando de Manuel Belgrano, con la esperanza de que los paraguayos se unieran espontáneamente a la Revolución. Pese a que la expedición fracasó, sirvió de estímulo para el estallido de la Revolución de mayo de 1811 en Asunción, que inició el proceso de independencia del Paraguay.
La escuadra española apostada en Montevideo bloqueó el puerto de Buenos Aires en septiembre de 1810, pero la presión de la escuadra británica anuló los efectos de esta medida. La Junta organizó una escuadra naval, que puso al mando de Juan Bautista Azopardo, a la que envió en apoyo de Belgrano; la misma fue completamente destruida en el Combate de San Nicolás, demostrando la peligrosidad de la escuadra apostada en Montevideo. En efecto, no sólo la escuadra realista demostró estar en condiciones de lanzar ataques sobre cualquier punto de la costa del río Paraná, sino que además los realistas de Montevideo lograron ocupar ambas orillas del río Uruguay y toda la Banda Oriental.
La situación en la Banda Oriental cambió a partir del Grito de Asencio y la asunción del mando de los revolucionarios locales por parte de José Artigas; este logró una victoria completa en la batalla de Las Piedras y puso sitio a Montevideo. La ciudad resistió exitosamente, principalmente gracias a su escuadra, que la aprovisionaba por vía fluvial.

### De la Primera Junta a la Junta Grande

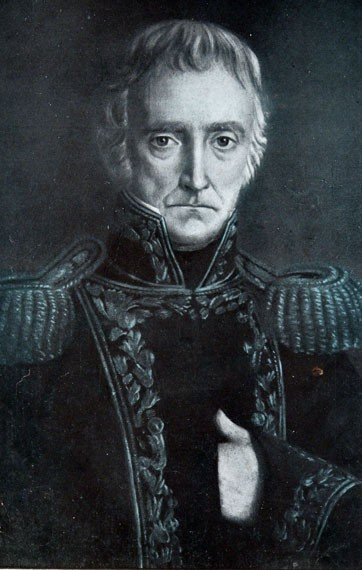
Cornelio Saavedra, presidente de la Primera Junta y de la Junta Grande.

A medida que la revolución se consolidaba, Mariano Moreno adoptaba medidas cada vez más radicales, llegando a sostener una postura jacobina; durante un tiempo convenció de seguir ese rumbo al resto de la Junta, pero con el paso del tiempo prevaleció una postura más moderada, sostenida por el presidente Saavedra. A medida que llegaban los diputados de las provincias del interior, Moreno observó que éstos eran partidarios de posturas moderadas, de modo que consideró peligroso permitirles incorporarse a la Junta, tal como se les había prometido en la comunicación del 27 de mayo. Por otro lado, dado que la Junta adoptaba medidas que correspondían a un Poder Ejecutivo, pensó en crear un Poder Legislativo y constituyente con los diputados de las provincias. Finalmente, afirmaba que aumentar el número de integrantes del ejecutivo atentaría contra la unidad de criterio y la rapidez de la toma de decisiones.
Un conflicto entre Saavedra y Moreno, iniciado por el segundo al proponer la supresión de toda diferencia entre los vocales y el presidente, determinó la ruptura ente los seguidores de ambos. Saavedra apoyó esa medida y a continuación reunió a los diputados del interior, para resolver entre todos si los mismos debían o no incorporarse al gobierno. Tras un intercambio de opiniones, la cuestión se decidió por medio de una votación: con excepción del secretario Paso, los demás presentes –incluso el propio Moreno, que había opinado lo contrario– aprobaron la incorporación de los diputados del interior.
Moreno presentó su renuncia, pero la misma no fue aceptada; solicitó entonces una misión en el exterior, que le fue concedida; moriría en alta mar unas semanas más tarde.
Integrados los diputados el 18 de diciembre, la Junta conservó su nombre y funciones, aunque la tradición ha considerado que fue otro gobierno, conocido con el nombre de Junta Grande.
La dirección política de la Junta fue ejercida principalmente por el Deán Funes. Entre sus medidas más importante estuvo la creación de juntas de gobierno provinciales.
Los grupos partidarios de Moreno acusaron al gobierno de lentitud en sus decisiones, y proyectaron volver al tomar el control del gobierno. Reunidos en la llamada Sociedad Patriótica, difundieron proclamas contrarias al gobierno y prepararon la elección de nuevos diputados porteños, para contrarrestar la preeminencia provinciana.
El 5 de abril de 1811, una manifestación de las clases medias y bajas de Buenos Aires forzó a la Junta a expulsar a los diputados morenistas, y elevó a Joaquín Campana al cargo de secretario que había ocupado Moreno. Desde ese puesto, Campana llevó adelante medidas más radicales que las promovidas por Funes, tales como la persecución sistemática de los españoles peninsulares, pero también disminuyó la dependencia del gobierno de la presión ejercida por Gran Bretaña.

### Derrota militar y transformación del gobierno
En el Alto Perú la situación parecía consolidada, pero el Ejército fracasó en extender su acción revolucionaria al Virreinato del Perú, además de firmarse un armisticio que dio ventajas al Ejército Real del Perú; este contraatacó, logrando una victoria clave en la batalla de Huaqui, del 20 de junio de 1811, y en pocos meses recuperaron toda la región. Los revolucionarios debieron retirarse hasta Jujuy.
El 15 de julio, la escuadra española bombardeó la costa de Buenos Aires, y aunque no causó daños materiales generó mucha preocupación. Pocos días después, fuerzas portuguesas ocuparon el norte de la Banda Oriental. La situación parecía insostenible, y la Junta reaccionó iniciando tratativas con el gobierno realista de Montevideo.
Además de la acumulación de derrotas en todos los frentes –en el Paraguay, en el Río de la Plata, en el Norte y en la Banda Oriental– la Junta debía hacer frente a la oposición de los porteños a ser dirigidos por provincianos. Al tener noticias de la defección del comandante del Ejército del Norte, Saavedra partió hacia Jujuy, para hacerse cargo del mismo. Alejado Saavedra, la oposición del Cabildo porteño aumentó de tono, con lo que se logró la expulsión y arresto de Campana. Faltándole ambos conductores, la Junta fue presionada para crear un poder ejecutivo, conservando para sí el legislativo.
El 22 de septiembre se fundó un Supremo Gobierno, formado por tres miembros, que posteriormente sería conocido como el Primer Triunvirato.

## El Primer Triunvirato (1811-1812)

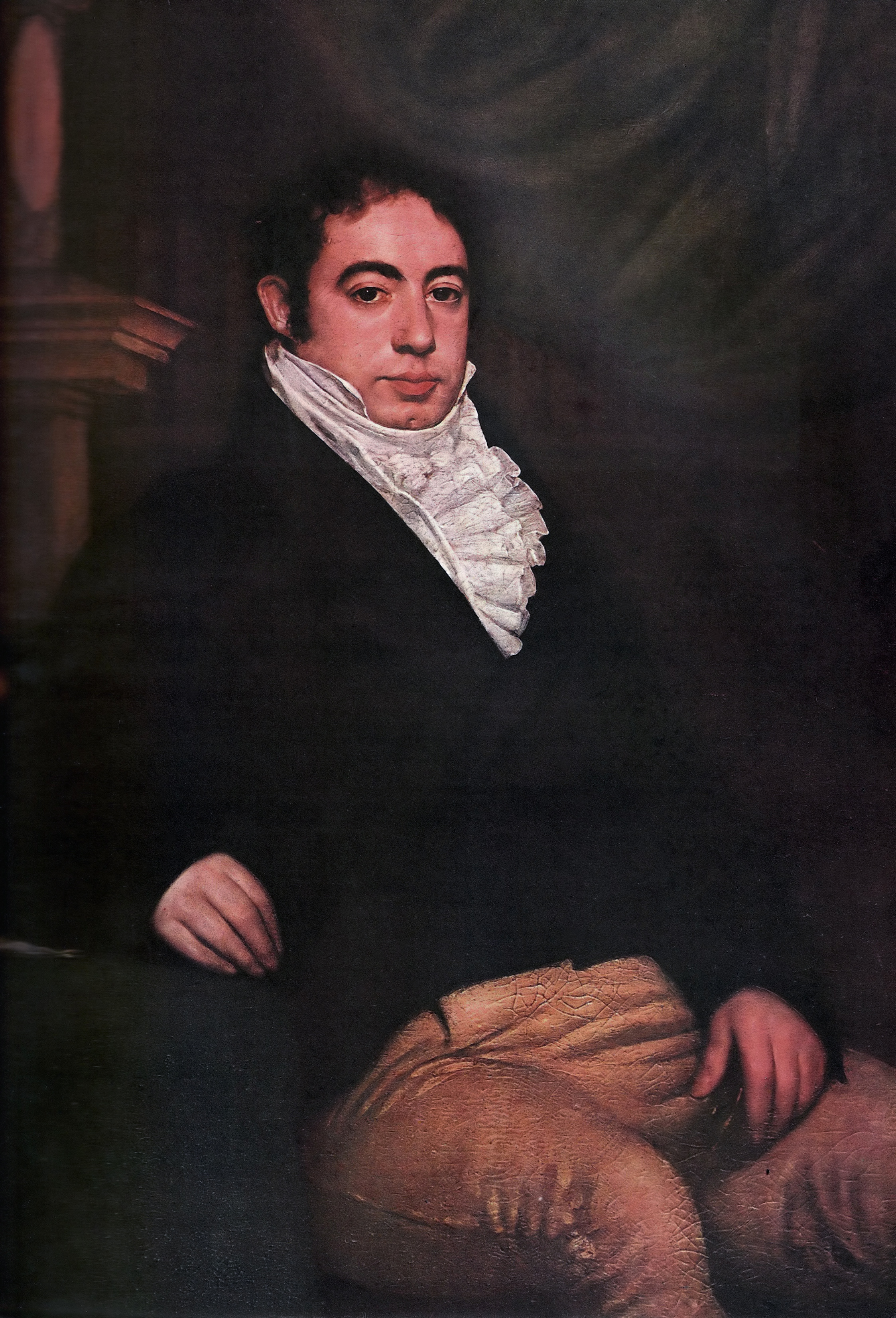
Aunque sólo fue su secretario, Bernardino Rivadavia fue el ideólogo del Primer Triunvirato.

El nuevo gobierno asumió el 23 de septiembre de 1811, integrado por Feliciano Chiclana, Juan José Paso y Manuel de Sarratea, con Bernardino Rivadavia, José Julián Pérez y Nicolás Herrera como secretarios. Llevó adelante una política mucho más prudente en cuanto a la guerra, prefiriendo las soluciones diplomáticas a las bélicas. Incluso reforzó las menciones a la fidelidad a Fernando VII, que habían sido parcialmente abandonadas, y también postergó la definición del tema de la independencia y la Constitución. Cuando el general Belgrano creó una bandera nacional, le ordenó destruirla y amenazó con sancionarlo por ello.
La Junta Grande, conocida desde entonces como Junta Conservadora, elaboró un documento para establecer la división de poderes y las atribuciones de cada poder, redactando el 22 de octubre de 1811 un Reglamento de división de poderes. El Poder Ejecutivo se delegaba en el Triunvirato, que respondía ante la Junta Conservadora. El Triunvirato ignoró el Reglamento Orgánico y lo reemplazó por un Estatuto provisional, asumiendo la totalidad del gobierno. Poco después estalló el Motín de las Trenzas, sangrientamente reprimido, que decidió al gobierno a disolver la Junta y expulsar a los diputados provinciales de la capital.
El Triunvirato asumió la totalidad del gobierno sin consultar en absoluto a las ciudades del interior; disolvió las Juntas de gobierno provinciales y nombró sus gobernadores de entre su círculo político, organizando un estado unitario y centralista. Pero también arbitrario: impuso una rígida censura y ordenó la persecución de sus enemigos porteños, sobre todo Saavedra y Campana. Si bien reunió una Asamblea nacional, eligió a los diputados porteños y a gran parte de los del interior, sin consultar a sus respectivos cabildos. Apenas reunida la Asamblea, ésta se declaró "soberana", lo cual bastó para que el gobierno la declarara disuelta.
En el mes de julio se descubrió una conspiración para una reacción españolista, que fue reprimida con la prisión de centenares de personas y el fusilamiento de más de treinta personas tras un juicio sumario e irregular, entre ellos Martín de Álzaga, héroe de las Invasiones Inglesas, con quien el secretario Rivadavia tenía agravios personales.
Durante su mandato la oposición se organizó en torno a la Logia Lautaro, una sociedad secreta con objetivos claramente independentistas, presidida por Carlos María de Alvear.

### Diplomacia de la Revolución
Al día siguiente de instalada, la Junta recibió al jefe de la estación naval en el Río de la Plata, a quien se le garantizó la lealtad al rey español. Una carta a Lord Strangford, cónsul del Reino Unido en Río de Janeiro, y una misión en Londres, a cargo de Matías Irigoyen fueron los primeros actos de la diplomacia revolucionaria. Su resultado dejó en claro la intención de Gran Bretaña de ayudar a los revolucionarios sin romper con España, con la cual tenía importantes vinculaciones económicas. Esa política sería mantenida durante quince años. Los británicos rechazaron el bloqueo español de Buenos Aires y continuaron comerciando con esa ciudad, pero al mismo tiempo presionaron para que la Junta se abstuviera de declarar la independencia.
También se llevaron a cabo negociaciones que llevaron a las alianzas con los procesos revolucionarios de los demás países latinoamericanos; especialmente importante fueron las relaciones con Chile, que se iniciaron pocas semanas después de iniciado el proceso de independencia de ese país, con dos propuestas de tratados de alianza y comercio, que no fueron firmados. En 1811, ese país colaboraría con la guerra de independencia rioplatense con una División Auxiliadora, gesto que dos años más tarde sería retribuido con el envío del Batallón de Auxiliares Argentinos a Chile.
También se iniciaron relaciones diplomáticas con los Estados Unidos, que enviaron un cónsul a Buenos Aires; con este país las relaciones fueron esencialmente comerciales.
Las derrotas del año 1811 obligaron primeramente a la Junta Grande y luego al Primer Triunvirato a entablar relaciones conciliadoras, e incluso se pretendió alguna forma de avenimiento pacífico con las autoridades españolas, a cambio de una autonomía política limitada para el territorio.
Belgrano logró la firma de un tratado con el Paraguay, por el que se establecía una confederación entre ambos gobiernos; la intención del dirigente paraguayo Gaspar Rodríguez de Francia de separar al Paraguay de la obediencia de Buenos Aires y la insistencia de los gobiernos porteños en someter a las provincias a una dependencia absoluta del gobierno central impusieron al Paraguay una política aislacionista que lo mantuvo al margen de la guerra por la independencia. 
Continuando las negociaciones iniciadas por la Junta, el Triunvirato firmó un armisticio con el gobierno de Montevideo, por el cual las tropas independentistas abandonaban la Banda Oriental y la mitad oriental de Entre Ríos. Artigas rechazó el acuerdo y se trasladó con gran parte de la población oriental a la costa occidental del río Uruguay, episodio conocido como el Éxodo Oriental. Por un tiempo, la defensa de la Banda Oriental quedó a cargo de las partidas irregulares comandadas por Artigas; la pretensión del gobierno porteño de obligarlo a someterse a su autoridad creó los primeros roces entre los orientales y porteños.

### La Batalla de Tucumán y sus consecuencias

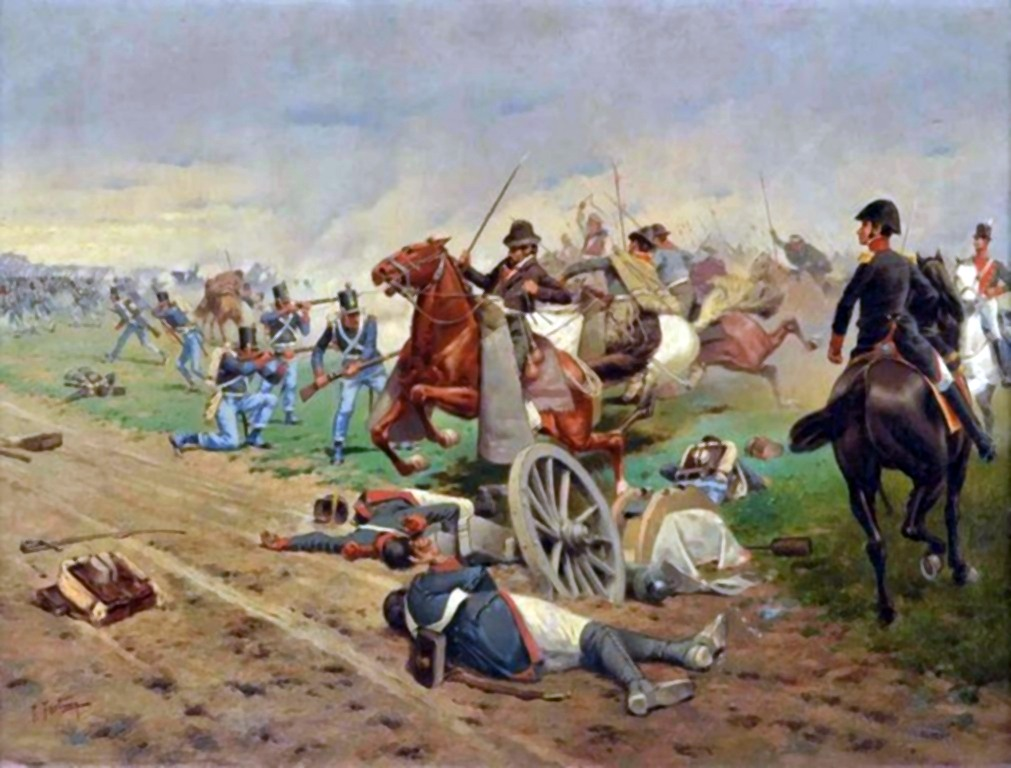
La batalla de Tucumán.

No todo el Alto Perú estaba controlado por los realistas: distintos grupos guerrilleros, conocidos con el nombre de Republiquetas, controlaban algunas regiones del mismo, aunque por el momento no controlaban ciudad alguna. No obstante, tras conquistar las ciudades altoperuanas, un ejército realista invadió el Norte de la actual Argentina; el Triunvirato ordenó al general Belgrano, jefe del Ejército del Norte, retirarse hasta Córdoba. Belgrano inició la maniobra con el llamado Éxodo Jujeño; pero, al llegar a las cercanías de San Miguel de Tucumán, fue persuadido por la población local de presentar batalla. Desobedeciendo las órdenes recibidas, Belgrano obtuvo una importante victoria en la batalla de Tucumán, forzando a los invasores a retroceder.
La noticia de la victoria de Tucumán –en opinión de muchos historiadores, la más importante de la guerra de independencia– causó en Buenos Aires un enorme descrédito para el gobierno que había ordenado la retirada hasta Córdoba. Un golpe de Estado protagonizado por el coronel José de San Martín derrocó al Triunvirato y lo reemplazó por el llamado Segundo Triunvirato, integrado por Nicolás Rodríguez Peña, Antonio Álvarez Jonte y Juan José Paso, que asumió el 8 de octubre de 1812.

## La época de la Asamblea
El Segundo Triunvirato y el primer Directorio tuvieron una actitud más decidida en la defensa militar del joven estado y en la pretensión de reconstruir el Virreinato, y enviaron poderosos refuerzos tanto al Ejército del Norte como a las tropas estacionadas en la Banda Oriental.
La disposición más importante del Triunvirato fue la convocatoria a la Asamblea General Constituyente de 1813. También envió una misión a las provincias del Interior, que cambió las autoridades de las ciudades y provincias, reemplazando a los funcionarios adictos al gobierno anterior o a facciones autonomistas locales por otros, adictos a la Logia Lautaro.

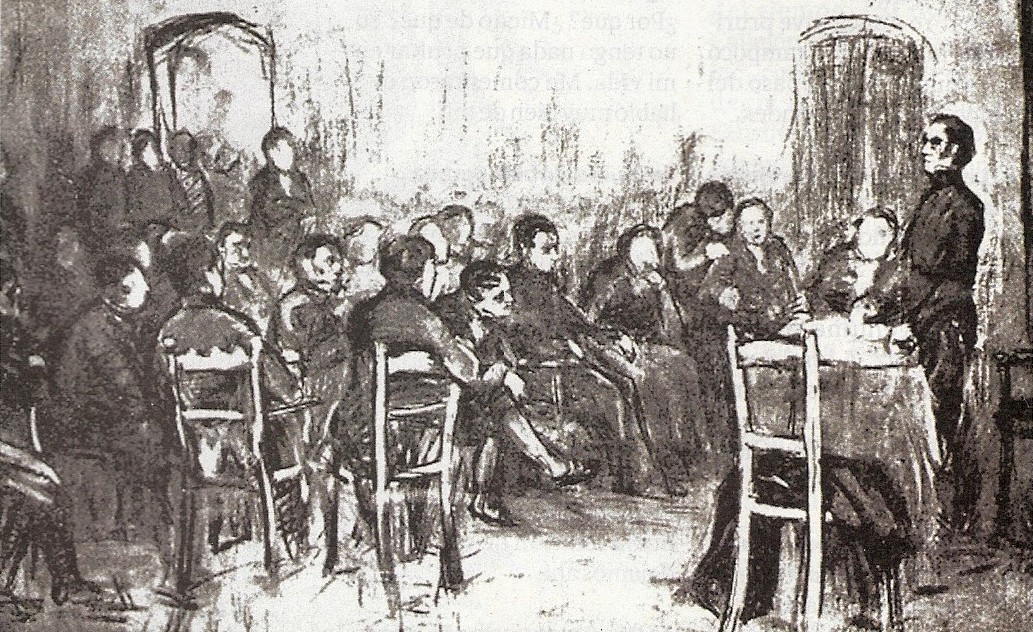
Un boceto de la Asamblea del Año XIII

### La Asamblea General Constituyente
La Asamblea se formó por disposición del Segundo Triunvirato, asumiendo el ejercicio de la soberanía y la representación de las Provincias Unidas del Río de la Plata. Tanto el período del Segundo Triunvirato, como de los dos primeros Directores Supremos estuvieron signados por la actuación de la Logia Lautaro, que dirigió su política interna, internacional y militar.
Se desarrolló una obra legislativa tendiente a reafirmar la soberanía del Estado, tomando medidas como el reemplazo del sello real y el escudo de armas por uno propio; aprobó una única Marcha Nacional –el actual Himno Nacional Argentino, en aquel entonces llamada Marcha Patriótica– y ordenó la acuñación de monedas con los símbolos del nuevo Estado. Por otra parte, prohibió el uso de tormentos, suprimió los títulos de nobleza, abolió el Tribunal de la Inquisición y declaró la libertad de vientres, por la que los hijos de esclavos pasaban a ser libres. También reorganizó el Poder Judicial y en su sesión del 27 de febrero de 1813 aprobó el Estatuto del Supremo Poder Ejecutivo, mediante el cual se organizó el Poder Ejecutivo y se fijaron sus facultades, reemplazando en esa forma al Estatuto Provisional de 1811.
Con el paso del tiempo, la situación en España se fue revirtiendo, hasta que Fernando VII regresó al trono español. La política francamente absolutista del rey conllevaba también una actitud más agresiva en contra de los estados independizados del imperio, rechazando cualquier arreglo que no significara una completa vuelta a la anterior situación de dependencia colonial absoluta.
La Asamblea debió afrontar divisiones internas respecto a la nueva situación: una posición encabezada por Alvear sostenía la necesidad de negociar con Fernando VII; proponía postergar la declaración de la Independencia y la definición de la forma de gobierno y apoyaban el centralismo. San Martín lideraba la otra posición, proponía declarar la Independencia, reorganizar el ejército y combatir a los españoles; era también centralista, pero estaba dispuesto a negociar con los caudillos locales de las provincias.
Artigas, caudillo de la Banda Oriental, organizó un Congreso en 1813. En este se decidió reconocer a la Asamblea y enviar seis diputados, con instrucciones específicas, que sostenían un proyecto político diferente al de Buenos Aires, regidas por los principios de Independencia, federalismo y república en lo político; libertad de comercio e igualdad de puertos en lo económico. Querían que el gobierno central estuviera fuera de Buenos Aires y que los gobiernos locales conservaran el derecho a su propia administración.
Los diputados orientales fueron rechazados por no haber sido elegidos en la forma establecida en el decreto de convocatoria. Si bien la razón esgrimida era formalmente correcta, generalmente se acepta que respondía a diferencias políticas y a cierto temor por la formación de un bloque opositor a los seguidores de Alvear. A principios del año siguiente, esas desavenencias llevarían a las primeras guerras civiles argentinas.

### Situación hacia 1813

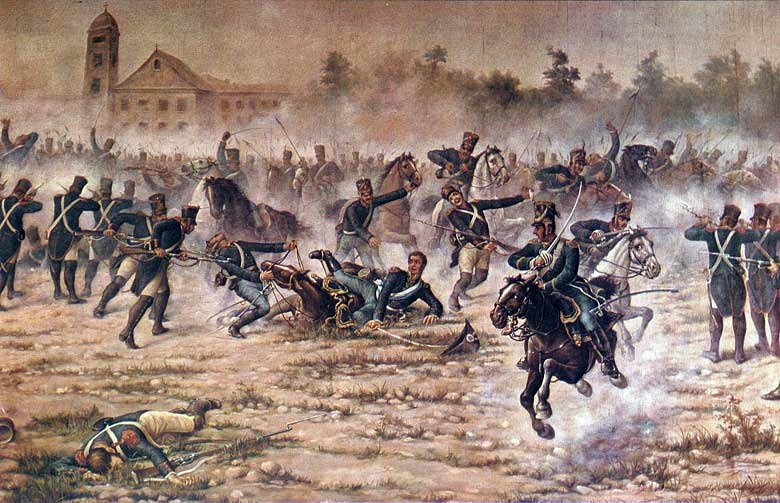
El Combate de San Lorenzo del 3 de febrero de 1813.

El 20 de octubre de 1812, el ejército patriota puso nuevamente sitio a Montevideo, y once días más tarde obtuvieron la victoria del Cerrito.
La ciudad sitiada pudo resistir debido a su indiscutible superioridad naval y a los refuerzos recibidos, pero sus defensores no volverían a intentar defenderse en tierra. A principios de 1813, las fuerzas de Artigas se sumaron también al sito. Los realistas lanzaron sucesivos ataques a la costa de los ríos Uruguay y Paraná, que saquearon impunemente hasta que una sonora victoria de los Granaderos a Caballo del coronel José de San Martín en el Combate de San Lorenzo, el 3 de febrero de 1813, los inhibió para nuevas incursiones. Desde entonces, la ciudad debió bastarse a sí misma.

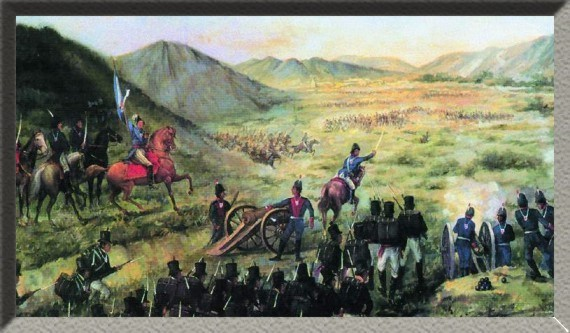
La batalla de Salta librada el 20 de febrero de 1813.

También en el norte, el año 1813 se inició con una ofensiva masiva: tras jurar lealtad a la Bandera a orillas del río Juramento, el Ejército del Norte a órdenes de Belgrano obtuvo una completa victoria en la batalla de Salta, el día 20 de febrero. Todo el ejército enemigo cayó en manos patriotas; imposibilitado de controlar 3200 prisioneros, Belgrano los puso en libertad a cambio del juramento de no volver a tomar las armas contra las Provincias Unidas.
Poco después, el ejército inició la segunda expedición auxiliadora al Alto Perú al frente de 3500 hombres, logrando controlar Potosí y Chuquisaca. Pero el nuevo jefe realista, Joaquín de la Pezuela, lo derrotó el 1 de octubre en Vilcapugio y el 14 de noviembre en Ayohuma.
De modo que Belgrano se vio obligado a retirarse hasta Salta, donde entregó el mando del Ejército del Norte a su nuevo comandante, José de San Martín, en el mes de enero de 1814.
Debido al rechazo porteño a la autonomía oriental, el 20 de enero Artigas abandonó el sitio de Montevideo, seguido por gran cantidad de tropas.

### Directorio de Posadas

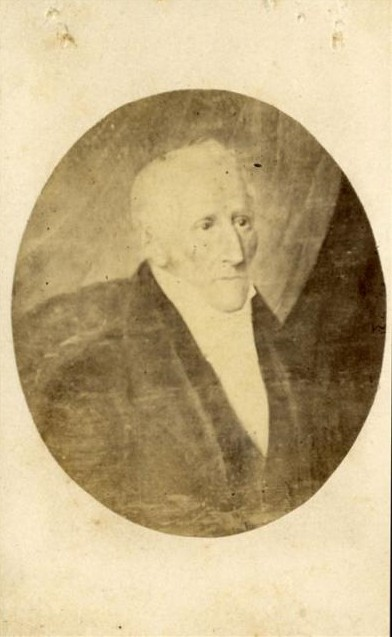
Gervasio Antonio de Posadas, primer Director Supremo de las Provincias Unidas del Río de la Plata.

Acuciada por la derrota en el Alto Perú y las disidencias en el Litoral, e impulsada por su propia tendencia a la concentración del poder, la Asamblea decidió crear un ejecutivo uninominal, con el nombre de Director Supremo de las Provincias Unidas del Río de la Plata, nombrando para ese cargo a Gervasio Antonio de Posadas. Este dedicó todos sus esfuerzos a ocupar Montevideo, con el fin de evitar que sirviera como puerto de llegada de fuerzas reconquistadoras españolas.

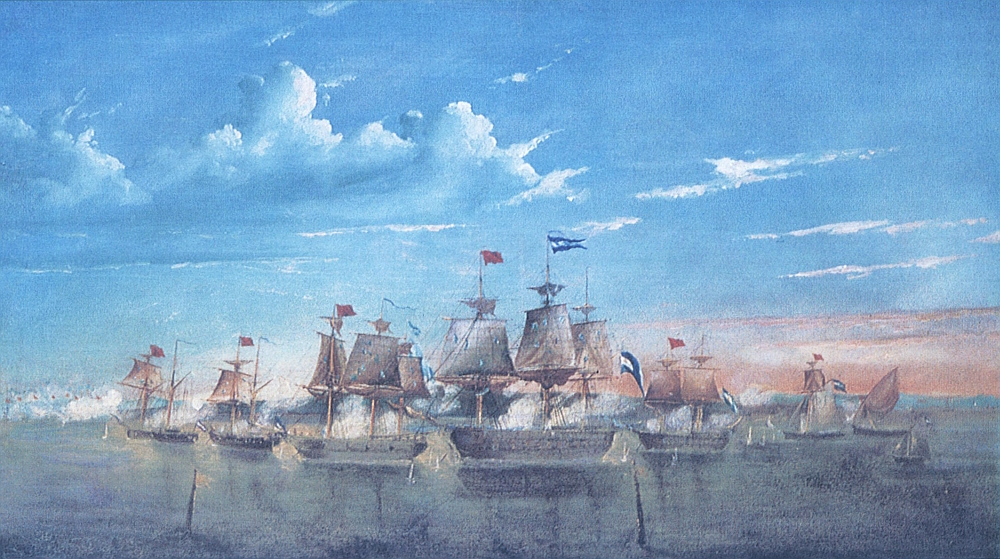
A partir del Combate de Martín García se revirtió la superioridad naval española en el Río de la Plata.

Los sitiados de Montevideo no habían atinado a aprovechar la oportunidad de contraatacar que les dio el retiro de Artigas. Sería la última, ya que en ese mismo momento se estaba formando una escuadra patriota para disputar a los realistas el control de los ríos interiores y el estuario del Plata, al mando de marinos extranjeros, incluido su comandante, el irlandés Guillermo Brown. Iniciada la campaña naval, Brown derrotó a los realistas en el Combate de Martín García, en el mes de marzo, y nuevamente en el Combate naval del Buceo, del 15 y 17 de mayo; la mayor parte de los buques realistas fueron capturados o destruidos.
El cerco sobre Montevideo estaba completo: Posadas envió 1500 hombres para reforzar el sitio de Montevideo, al mando de su sobrino Alvear, que reemplazó a Rondeau horas después de la victoria de Brown. Iniciadas las negociaciones con Montevideo, se llegó a un acuerdo para la entrega pacífica de la plaza; acuerdo que fue roto por el propio Alvear, que ocupó Montevideo sin resistencia, aprovechando el desconcierto causado por el tratado, el 23 de mayo. El ejército se apoderó de una enorme cantidad de tropas y armamento.
La caída de Montevideo significó el fin de la amenaza realista sobre el Río de la Plata, que había durado cuatro años. Pero la escuadra fue desmantelada para cancelar deudas. Una gran expedición de 10 600 hombres había sido preparada para retomar el Río de la Plata, pero la pérdida de Montevideo, junto a la negativa portuguesa a permitirle desembarcar y aprovisionarse en Brasil, obligaron a desviarla en dirección a Venezuela.
En el frente norte, el ejército realista comenzó su avance hacia el sur, dejando a tropas de reserva la lucha contra las republiquetas; cosa que no lograron, ya que, tras la victoria en la batalla de La Florida, estas lograron controlar Santa Cruz de la Sierra y Cochabamba. No obstante, Salta y Jujuy fueron ocupadas, mientras San Martín reorganizaba su ejército en San Miguel de Tucumán. Si los realistas no lograron avanzar más, fue por la decidida defensa que le opusieron los gauchos de Güemes, que llevaron adelante la llamada Guerra Gaucha; guerra irregular y netamente defensiva, pero que desgastó a los invasores al punto de impedirles continuar su avance.
Por razones de salud, y convencido de la imposibilidad de derrotar decisivamente a los realistas en el Alto Perú, a mediados de ese año San Martín renunció al mando del Ejército del Norte. En su lugar, Posadas envió a José Rondeau, llevando consigo las fuerzas que habían participado en el sitio y parte de las rendidas de Montevideo.
A mediados de 1814 estalló la Rebelión del Cuzco, que se extendió desde esa ciudad a muchas provincias vecinas, ocupando Ayacucho, Arequipa y La Paz; en el mes de agosto, el ejército realista retrocedió hacia el Alto Perú. El Ejército del Norte no pudo aprovechar la inestimable oportunidad debido a que tardó demasiado en enterarse de lo que pasaba, y a su propia incapacidad operativa. Hubo otras dos razones para la inmovilidad del Ejército: en primer lugar, esperaban refuerzos de las tropas de Montevideo, que tardaron demasiado tiempo en llegar. Por otro lado, en Chile los realistas estaban haciendo grandes progresos: tras la batalla de Rancagua, del 2 de octubre, el país entero cayó en sus manos.

### Inicio de las guerras civiles

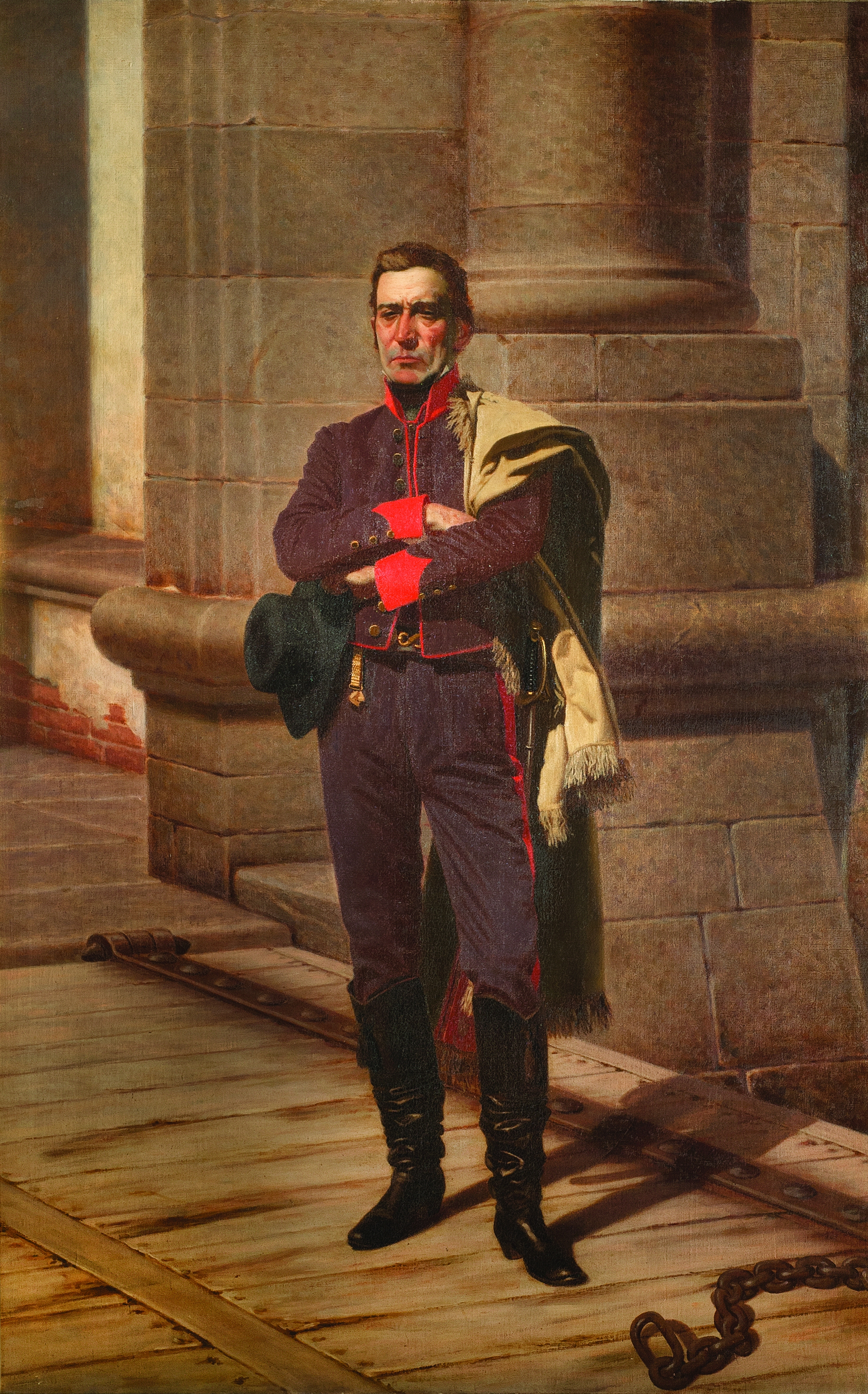
Artigas en la Ciudadela, óleo de Juan Manuel Blanes.

Artigas se había retirado del sitio con un objetivo claro: organizar militar y políticamente a los pueblos que se oponían a la concentración del poder en manos del Directorio. Ya desde la época del Exilio Oriental había tenido roces con los representantes del poder central, y su prestigio como caudillo se había extendido al Entre Ríos –una denominación imprecisa para los territorios dependientes de Buenos Aires ubicados entre el Paraná y el Uruguay– y las vecinas Corrientes y Santa Fe. Pocos días después del retiro de Artigas, las poblaciones del interior entrerriano expulsaron a las fuerzas nacionales en el combate de El Espinillo, y una revuelta llevó al poder a Juan Bautista Méndez en Corrientes.
Posadas respondió declarando la creación de las provincias de Entre Ríos y Corrientes, aunque enteramente dependiente del poder central. Los federales pretendían la autonomía, de modo que la guerra civil recrudeció: a mediados de 1814, los federales controlaban las provincias de Entre Ríos, Corrientes y Misiones, además de buena parte del interior de la Banda Oriental.
Tras la captura de Montevideo, Alvear lanzó sucesivos ataques dentro de la Banda Oriental, logrando moderados avances y una importante victoria en Marmarajá. Pero en enero de 1815 los directoriales fueron completamente derrotados en la batalla de Guayabos. El nuevo Director Supremo, Alvear, entregó Montevideo a los federales y otorgó la independencia a la Banda Oriental; pero la oferta fue rechazada.
En marzo de ese año estalló una revolución federal en Santa Fe, que llevó al gobierno al estanciero Francisco Candioti. En respuesta, Alvear envió a un ejército a ocupar esa ciudad; mientras el ejército estaba en marcha, también la provincia de Córdoba se unía al federalismo, nombrando gobernador a José Javier Díaz.

### Directorio de Alvear

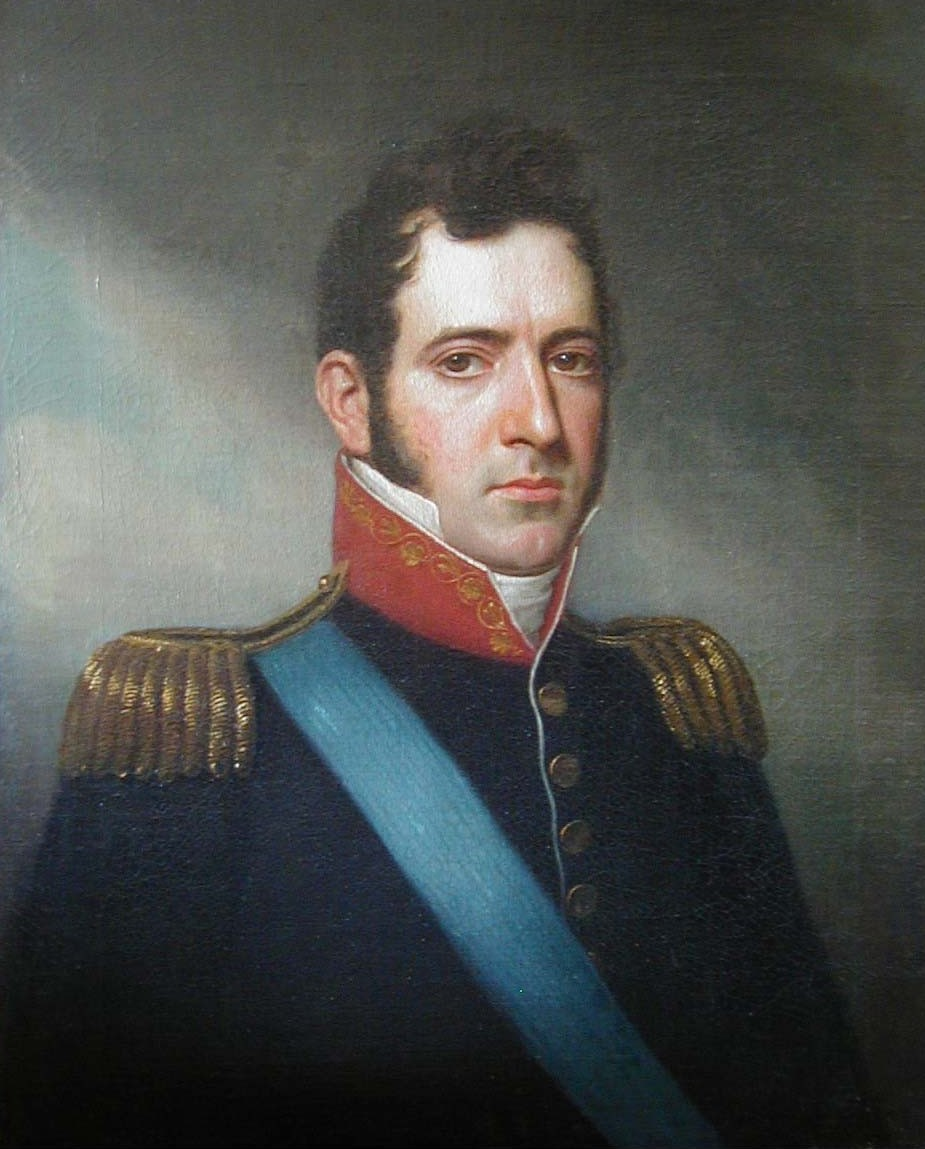
Carlos María de Alvear.

A fines de 1814, cuando el Ejército del Norte estaba listo para partir hacia el Altiplano, Posadas ordenó su reemplazo por Alvear. La oficialidad se sublevó y decidió sostener a Rondeau, lo cual llevó a Posadas a renunciar. Alvear regresó apresuradamente a la capital y logró que la Asamblea lo nombrara Director Supremo y le delegara parte de sus atribuciones; nunca se volvería a reunir.
Alvear se dedicó a intentar fortalecer su posición interna en la capital, contando con un poderoso ejército de reserva en la capital. El breve período de su gobierno se caracterizó por el despotismo. Decidido a mantenerse por la fuerza dispuso la pena de muerte para quien se opusiese a su autoridad o formulase críticas a su gobierno.
Intentó también anonadar la influencia de San Martín, reemplazándolo como gobernador de Cuyo, aunque fracasó en su intento. Por último, el Ejército del Norte desconoció completamente su autoridad.
Ante tal cúmulo de frustraciones, Alvear envió a Manuel José García en misión secreta a Londres, a solicitar un protectorado británico, renunciando a toda ambición independentista. Tras consultar con el embajador británico, la misión derivó en un pedido de ayuda.
Para terminar con los federales, Alvear ordenó el avance del ejército sobre Santa Fe. La vanguardia se sublevó, exigiendo la renuncia del director y el fin de la guerra fratricida. También en Buenos Aires hubo una sublevación, durante la cual el cabildo declaró disuelta la Asamblea y ordenó a Alvear entregar el mando. Tras varios días de resistencia, finalmente abandonó Buenos Aires en dirección a Río de Janeiro.
Electores nombrados por los vecinos de Buenos Aires y su Cabildo designaron director supremo, con carácter provisorio, a Rondeau; como este era el jefe del Ejército del Norte, lo reemplazó interinamente Ignacio Álvarez Thomas.
La renuncia de Alvear significó un cambio fundamental en lo político: la revolución volvió a tomar el camino hacia la Independencia. No obstante, la política exterior, tanto diplomática como bélica, permaneció errática durante al menos un año más.

## La época del Congreso
Como símbolo del cambio de gobierno, pocos días después de la caída de Alvear fue enarbolada por primera vez en el Fuerte de Buenos Aires la Bandera Nacional, reemplazando a la española.
Para evitar una nueva dictadura, el Cabildo de Buenos Aires estableció una Junta de Observación que ejerciera el Poder Legislativo y fiscalizara al Ejecutivo. La misma sancionó un Estatuto Provisional de Gobierno, en cuyo artículo 30 se ordenaba la reunión de un Congreso en San Miguel de Tucumán para sancionar una constitución de carácter permanente.
En España, Fernando VII había recuperado el gobierno y ejecutaba una política firmemente absolutista. En años anteriores, España se había mostrado dubitativa al momento de defender sus excolonias, debido a que temía la reacción de las demás naciones europeas. Pero, con sus espaldas cubiertas por la Santa Alianza –la cual, siguiendo las recomendaciones del Congreso de Viena, sostenía a todos los gobiernos establecidos en Europa y promovía la paz entre ellos– Fernando pudo dedicar todos sus esfuerzos al intento de reconquistar la América española. La acción del Papa Pío VII, que lanzó la encíclica legitimista de 1816, por la cual bendecía las acciones represivas de los realistas en España, respaldaba su actitud agresiva. De modo que Fernando envió sucesivas expediciones para reconquistar las colonias americanas, llegando a un total de 13 expediciones con 26 542 hombres. No obstante, esas acciones militares nunca tuvieron fuerza suficiente como para imponerse decisivamente a los independentistas del Río de la Plata. La única expedición poderosa proyectada para ser lanzada sobre esa región debió ser suspendida repetidas veces, ante las epidemias que diezmaron y debilitaron a sus tropas.

### La Liga de los Pueblos Libres

Las Provincias Unidas del Río de la Plata en 1816: en rojo, la Liga de los Pueblos Libres.

Las provincias federales intentaron organizarse reuniendo el llamado Congreso de Oriente en Arroyo de la China, que inició sus sesiones a fines de junio de 1815, presidido por Artigas. Álvarez Thomas inició conversaciones con los federales, misión que fue respondida con una diputación a Buenos Aires; el director Interino arrestó a los delegados para evitar que informaran que en esos días partía una expedición armada rumbo a Santa Fe. A fines de agosto, coincidiendo con el fallecimiento de Candioti, el ejército directorial ocupó esa ciudad y forzó la elección de un gobernador delegado del gobierno nacional.
Ese avance directorial sobre una provincia clave no representó una victoria completa: Córdoba seguía en manos federales y –aunque la ciudad de La Rioja y su jurisdicción se separaron de ella– su ejemplo fue imitado en Santiago del Estero, donde el coronel Juan Francisco Borges logró controlar la ciudad durante cuatro días. Derrotado y capturado, volvería a intentar lograr la autonomía de su provincia al año siguiente; este segundo intento sería castigado con su ejecución.
Por último, también Salta se dio su propio gobierno, al elegir gobernador a su caudillo, Martín Miguel de Güemes, en mayo de 1815. Las autonomías de Salta y Córdoba, no obstante, no significaron la automática alineación de sus gobiernos con el sistema artiguista; si bien Córdoba enviaba sus diputados al Congreso de Oriente, ambas provincias aceptaban la autoridad del gobierno directorial y aportaban a la formación de sus ejércitos. También participarían en el Congreso de Tucumán.
En marzo de 1816, los federales reaccionaron expulsando a las fuerzas directoriales; Mariano Vera fue elegido gobernador, y llevó adelante una política en estricta consonancia con las provincias de Corrientes, Entre Ríos y la Oriental. En respuesta, Álvarez Thomas envió un nuevo ejército contra Santa Fe, al mando de Manuel Belgrano; este envió a su segundo, Eustoquio Díaz Vélez, a negociar con el gobierno santafesino, resultando las conversaciones en el Pacto de Santo Tomé, del 9 de abril de 1816, por el que se disponía el desplazamiento de Belgrano y de Álvarez Thomas. Este presentó su renuncia ante las autoridades porteñas, que –en vista de que ya habían comenzado las sesiones del Congreso de Tucumán– lo reemplazaron interinamente por Antonio González Balcarce.
Por un tiempo, el Directorio y la Liga Federal permanecieron en paz. Pero como el Congreso se negara a reconocer la validez del Pacto de Santo Tomé y la autonomía de las provincias federales, estas se negaron a enviar diputados a unirse al mismo.

### Tercera derrota del Ejército del Norte
A principios de 1815 se inició la Tercera expedición auxiliadora al Alto Perú, que logró reincorporar a las Provincias Unidas Potosí, Chuquisaca, Cochabamba y Santa Cruz de la Sierra, mientras las zonas rurales eran controladas por las Republiquetas; no obstante, el Ejército del Norte llegó después de la derrota definitiva de los rebeldes cuzqueños, de modo que debió enfrentar al Ejército Real del Perú en pleno. La incapacidad de los jefes patriotas hizo el resto, y la batalla de Sipe Sipe resultó un desastre definitivo. El ejército se retiró nuevamente a Jujuy.

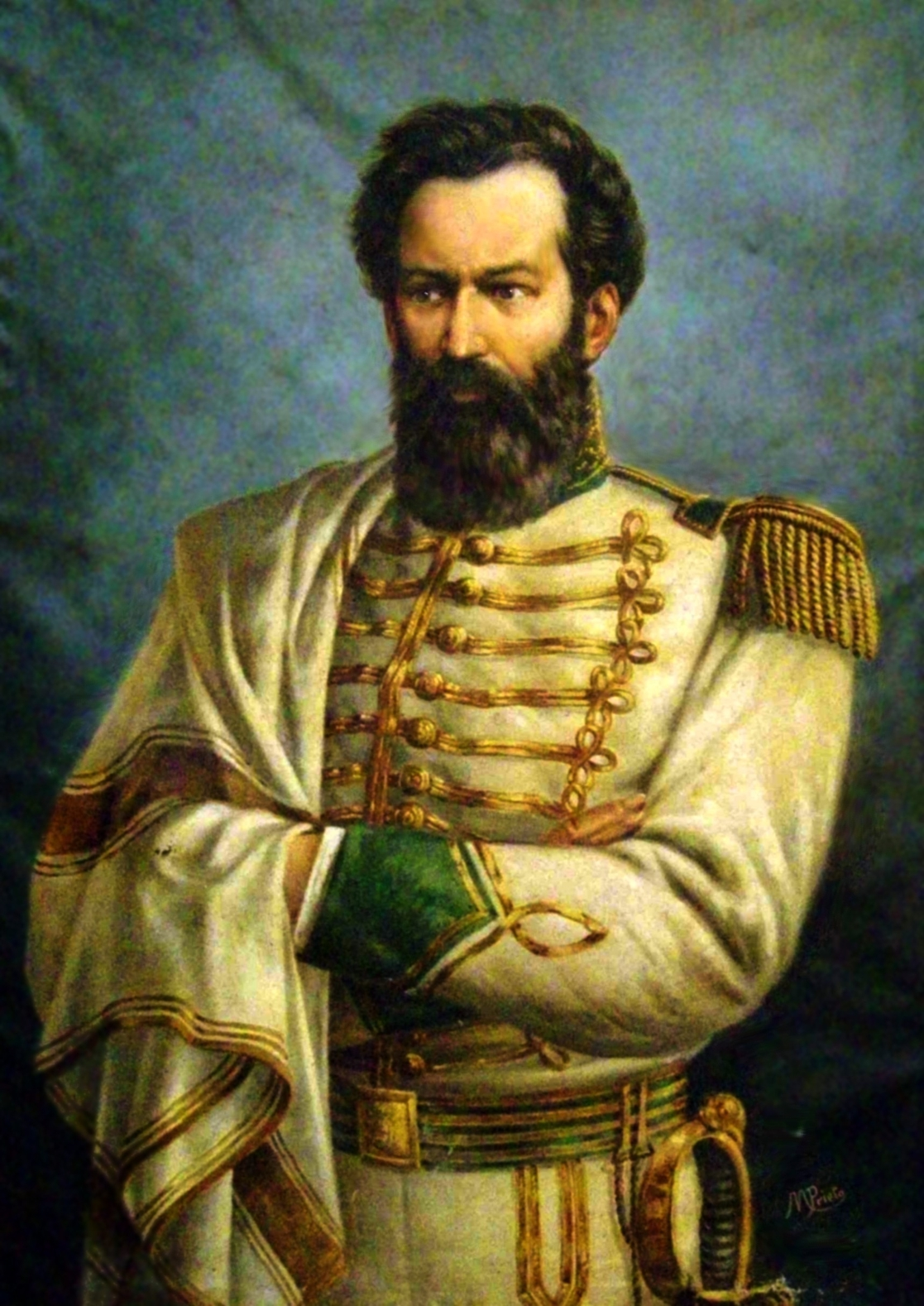
El general Martín Miguel de Güemes, líder de la Guerra Gaucha.

A su regreso a Salta, Rondeau decidió deponer a Güemes y castigarlo por su desobediencia; es que no sólo se había rebelado contra la autoridad del Director Supremo titula, sino que se había apoderado de gran cantidad de armamento perteneciente al Ejército y –temiendo que hubiera sido enviada para deponerlo como gobernador– había impedido que una poderosa división de refuerzo de uniera al mismo. Rondeau ocupó la ciudad de Salta, pero fue sitiado en ella y obligado a pactar un acuerdo pacífico con Güemes; el Congreso de Tucumán ordenó a Rondeau retirarse a Tucumán y encomendó a Güemes la defensa de la frontera norte.
El caudillo norteño se transformó en un aliado del gobierno central y pilar de la Guerra de la Independencia en la frontera norte. Cuatro meses más tarde, el general Belgrano debió asumir nuevamente el mando del Ejército del Norte, pero desde entonces funcionó como auxiliar de las fuerzas de Güemes.
Durante el año 1816, las Republiquetas fueron derrotadas una a una; los jefes más destacados de las mismas –como Manuel Asencio Padilla e Ignacio Warnes– pagaron con su vida su resistencia. Salvo por una episódica campaña menor dirigida por Gregorio Aráoz de Lamadrid, el Ejército del Norte quedó imposibilitado de hacer nuevas incursiones en el Alto Perú. Fue parcialmente desmantelado en beneficio del ejército que se organizaba para liberar a Chile y utilizado para intentar someter a los federales del interior y del litoral.

## La Declaración de Independencia

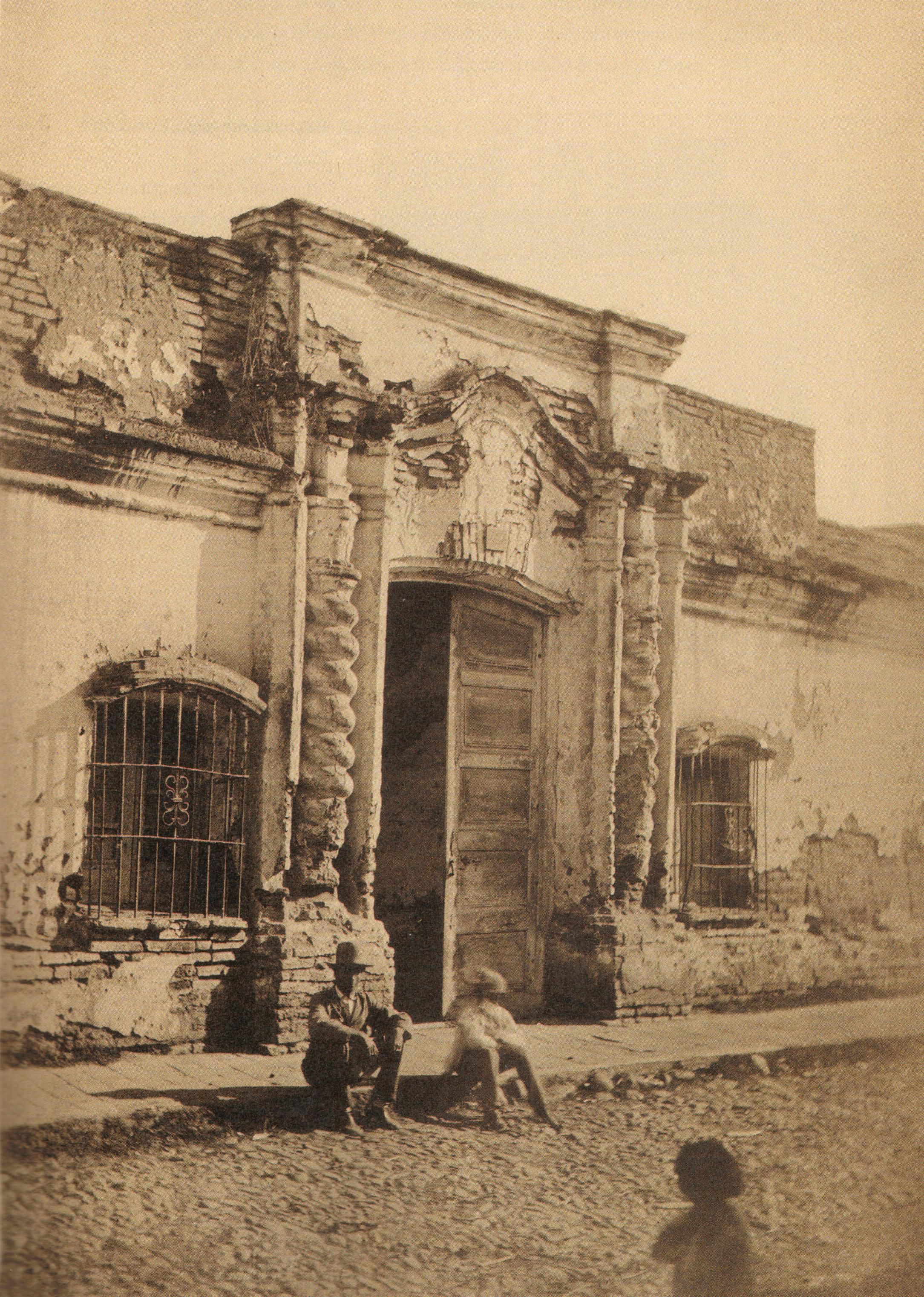
La Casa de Tucumán, donde se declaró la independencia.

El Congreso de Tucumán inició sus sesiones el 24 de marzo de 1816. En él participaron representantes de las provincias que admitían la autoridad del Directorio; es decir, no estaban representadas las de la Liga Federal –con la notable excepción de Córdoba, que tenía cuatro diputados– ni las ocupadas por los realistas.
Tras invertir un mes en definir su propio funcionamiento y el alcance de su misión y autoridad, la primera medida de importancia que tomó fue la elección de un nuevo Director del Estado, debido a la renuncia de Álvarez Thomas y la derrota de Rondeau. Para el cargo fue nombrado uno de sus diputados, Juan Martín de Pueyrredón, que poco después se trasladó a Buenos Aires.
Durante los meses de mayo y junio, el Congreso se concentró en intentar destrabar el conflicto con las provincias federales, pero la intransigencia que uno y otros demostraron en defensa de sus posiciones malogró estos intentos. En el mes de julio, tras discutirse distintas alternativas –como la posibilidad de coronar un rey de ascendencia incaica propuesta por Belgrano– el Congreso se abocó a la discusión sobre la oportunidad de declarar la independencia; quien más presionaba en ese sentido era el gobernador de Cuyo, José de San Martín.

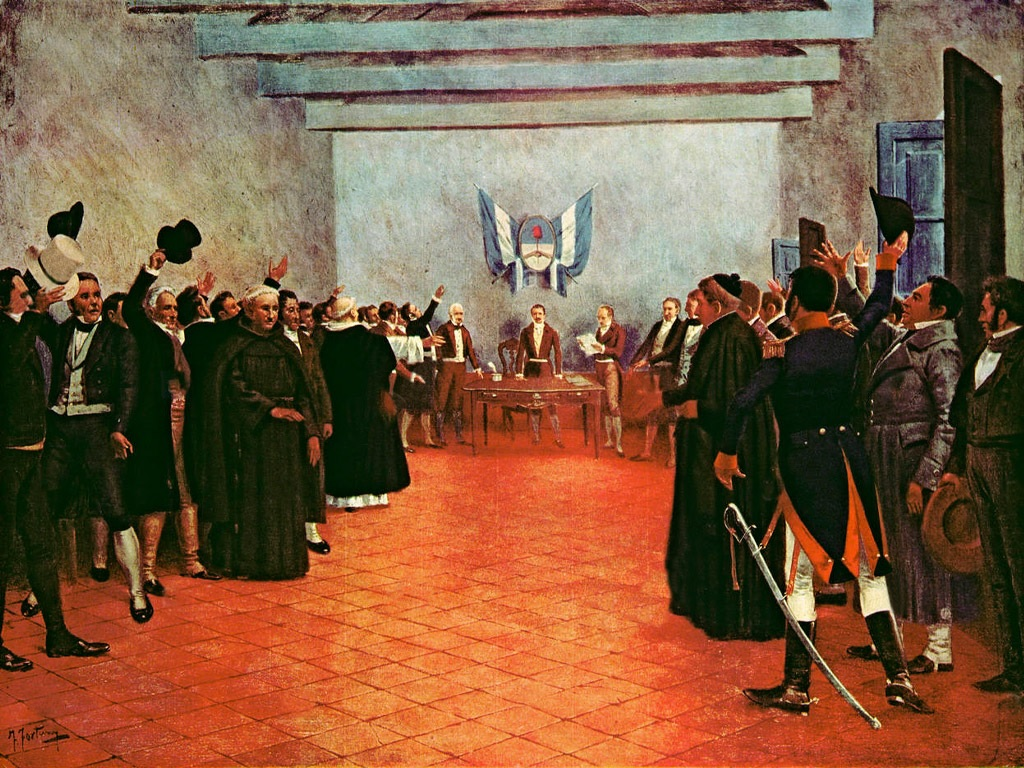
Congreso de Tucumán, por Francisco Fortuny.

El día 9 de julio de 1816 se aprobó y firmó la Declaración de la Independencia de las Provincias Unidas, que en el acta respectiva eran llamadas Provincias Unidas en Sud América:

Nos los representantes de las Provincias Unidas en Sud América, reunidos en congreso general, invocando al Eterno que preside el universo, en nombre y por la autoridad de los pueblos que representamos, protestando al Cielo, a las naciones y hombres todos del globo la justicia que regla nuestros votos: declaramos solemnemente a la faz de la tierra, que es voluntad unánime e indubitable de estas Provincias romper los violentos vínculos que los ligaban a los reyes de España, recuperar los derechos de que fueron despojados, e investirse del alto carácter de una nación libre e independiente del rey Fernando séptimo, sus sucesores y metrópoli. (...)

Posteriormente se le agregó

...y de toda otra dominación extranjera.

Durante el resto del mes de julio se continuó discutiendo la forma de gobierno, mostrándose la mayoría favorable a una monarquía constitucional, aunque la oposición de los diputados de Buenos Aires y de Cuyo bloqueó cualquier pronunciamiento en ese sentido. El 25 de julio se oficializó la Bandera de la Argentina, creada cuatro años antes por Belgrano.
Durante los meses siguientes, el Congreso se negó repetidamente a negociar con los federales, al mismo tiempo que llevó adelante negociaciones con la Corona portuguesa, tendiente a una alianza contra España y también contra Artigas; por esa época ya se había iniciado la invasión de ese país a la Banda Oriental.
A principios de 1817, al producirse una nueva invasión realista a la provincia de Salta, el Congreso decidió alejarse del peligro, trasladándose a Buenos Aires. Esta medida también obedecía a la intención de controlar de cerca la actuación del Directorio; en la práctica, sirvió más bien para que Pueyrredón y la Logia controlaran los actos del Congreso. Tres de los cuatro diputados por Córdoba se negaron a trasladarse, pero el nuevo gobierno cordobés –partidario del Directorio– los reemplazó por dos diputados leales al grupo gobernante.
Durante el resto de su existencia, el Congreso se abocó a discutir el texto de una constitución, negociar amistosamente con la Corona portuguesa la invasión a la Banda Oriental y buscar un príncipe para coronarlo en el Río de la Plata. No ejerció el Poder Legislativo, ni controló visiblemente al Director Pueyrredón.

### Directorio de Pueyrredón

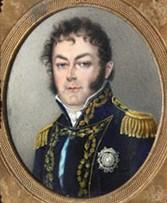
Juan Martín de Pueyrredón.

Antes de marchar a Buenos Aires, Pueyrredón marchó a Jujuy, desde donde envió al Ejército del Norte a acantonarse en Tucumán, y acordó con Güemes la defensa de la frontera norte; a continuación se detuvo en Córdoba a discutir con el general San Martín su plan continental para liberar Chile y Perú, comprometiendo todo su apoyo.
No contando con un grupo dirigente en que apoyarse, creó una Gran Logia, con algunos de los más destacados partidarios de la deposición de Alvear, algunos miembros de la extinta Logia Lautaro que habían salido airosos del final del gobierno de este y los partidarios de San Martín. La llegada de Pueyrredón a Buenos Aires y la organización de un grupo que respondía solamente a la Logia llevó la paz a la capital, profundamente convulsionada desde un año y medio antes.
Un incipiente grupo federal surgió en la capital, poniéndose en abierta oposición al gobierno y exigiendo que la provincia de Buenos Aires eligiera a sus autoridades y dejara de someter a las demás a su autoridad; entre sus líderes se contaron Manuel Dorrego, Miguel Estanislao Soler y Pedro José Agrelo.
Todos los esfuerzos militares del gobierno de Pueyrredón estuvieron orientados a dos objetivos centrales: aplastar la resistencia de los federales en el Litoral y en Córdoba y sostener los esfuerzos de San Martín en su campaña a Chile. El frente norte fue prácticamente abandonado y –aunque siguió existiendo– el Ejército del Norte fue destinado a someter las rebeliones federales: la sublevación autonomista de Borges en Santiago del Estero, las recurrentes insurrecciones federales en Córdoba, y especialmente a los federales en Santa Fe.
Si el acceso del federalismo al poder en Córdoba había sido pacífico, su caída demandó enfrentamientos armados: Juan Pablo Bulnes, jefe de las milicias de la ciudad, se sublevó contra Díaz, y lo acusó de connivencia con el Directorio. Lo derrotó y lo obligó a renunciar, pero en su lugar asumió el gobernador nombrado por el director Supremo, Ambrosio Funes, suegro de Bulnes.
Al producirse la invasión portuguesa a la Banda Oriental, a partir de 1816, el director ofreció a Artigas una ayuda considerable, a cambio de que este aceptara el sistema unitario y sometiera a su provincia a la autoridad del Directorio. Ante la negativa del caudillo federal, la ayuda nunca fue entregada. Además utilizó la invasión portuguesa para intentar doblegar a los federales de las provincias del Litoral: a principios de 1817, Pueyrredón lanzó una cuarta invasión sobre Santa Fe, que alcanzó a ocupar la ciudad durante 25 días antes de ser expulsada. Curiosamente, durante el resto de ese año no hubo nuevas hostilidades.
También la oposición porteña fue duramente perseguida: Pueyrredón se sacó de encima a Soler enviándolo al Ejército de los Andes, pero deportó a Dorrego a Santo Domingo. Este terminó en los Estados Unidos, rodeado por otros dirigentes del incipiente federalismo porteño, como Manuel Moreno.

## El Cruce de los Andes

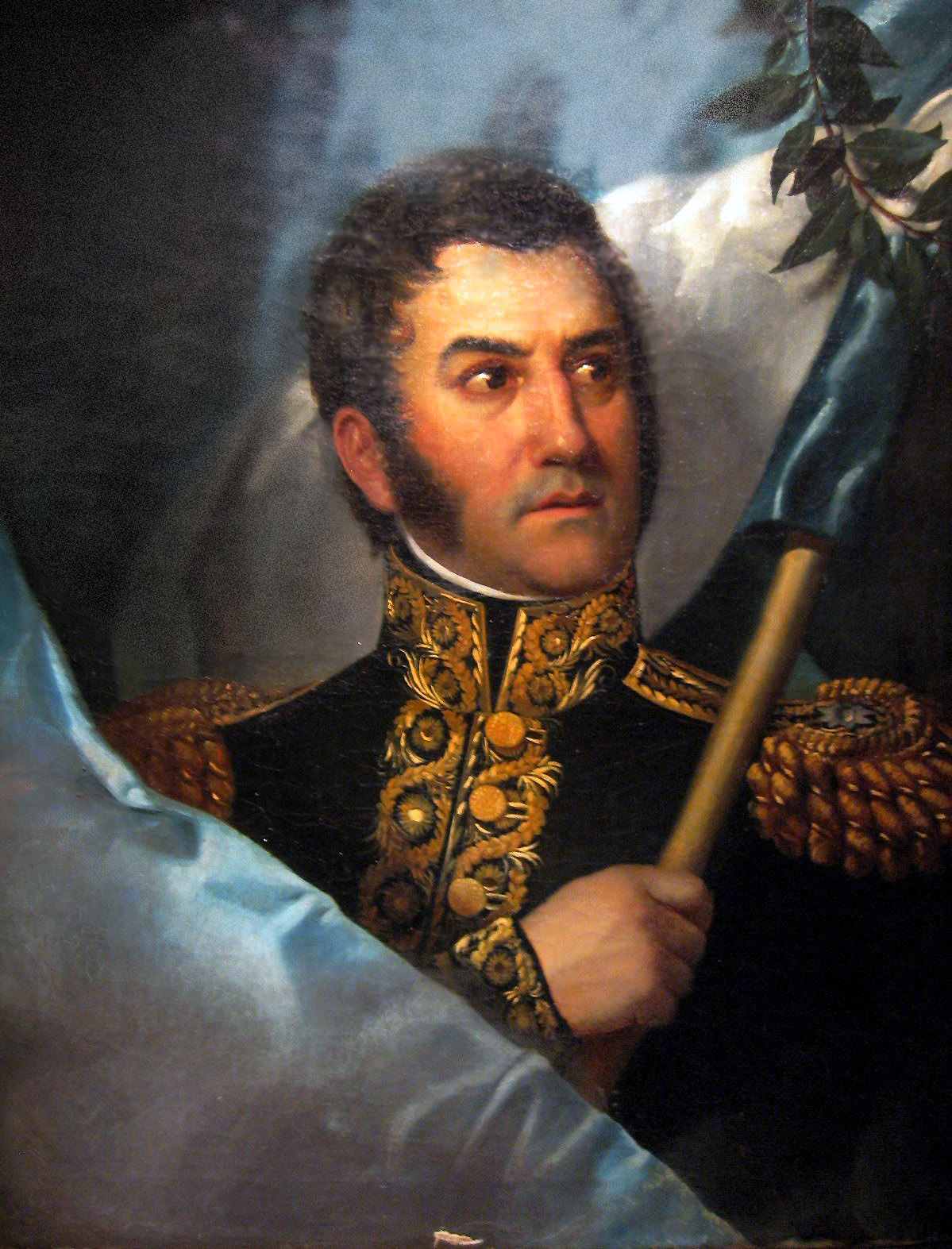
El general José de San Martín.

Al contrario que las Provincias Unidas, en Chile el proceso independentista había sido relativamente pacífico. Pero una expedición enviada desde el Perú a partir de comienzos de 1813 logró controlar el sur del país. El gobierno de las Provincias Unidas envió un Batallón de Auxiliares a ese país, que poco pudieron hacer para evitar el avance realista y los conflictos entre dirigentes chilenos. Tras la victoria realista en la batalla de Rancagua, el bando realista controló el país y centenares de civiles y militares huyeron a Mendoza.
Durante su paso por el Ejército del Norte, San Martín había llegado a la conclusión de que era imposible derrotar a los realistas en el Alto Perú mientras éstos controlaran el Perú, de modo que ideó llegar a Lima por mar, partiendo desde Chile. La conquista realista de Chile lo obligó a liberar primero a ese país. Para ello incorporó las tropas chilenas y los Auxiliares Argentinos a las fuerzas militares de la Intendencia de Cuyo, junto a algunos batallones enviados desde Buenos Aires, fuerzas provenientes del Ejército del Norte, el Regimiento de Granaderos a Caballo que había creado y gran cantidad de voluntarios y esclavos de la región de Cuyo; a partir del 1 de agosto de 1816, esta agrupación sería llamada Ejército de los Andes. El armamento y las herramientas del Ejército fueron fabricadas por Fray Luis Beltrán.
En apoyo de su Plan Continental, San Martín consideraba esencial la declaración de la independencia, con lo que se reforzarían los sentimientos patrióticos de los rioplatenses y se podría solicitar ayuda extranjera. Por esa razón apoyó la formación del Congreso de Tucumán y presionó activamente para que se declarara la independencia.

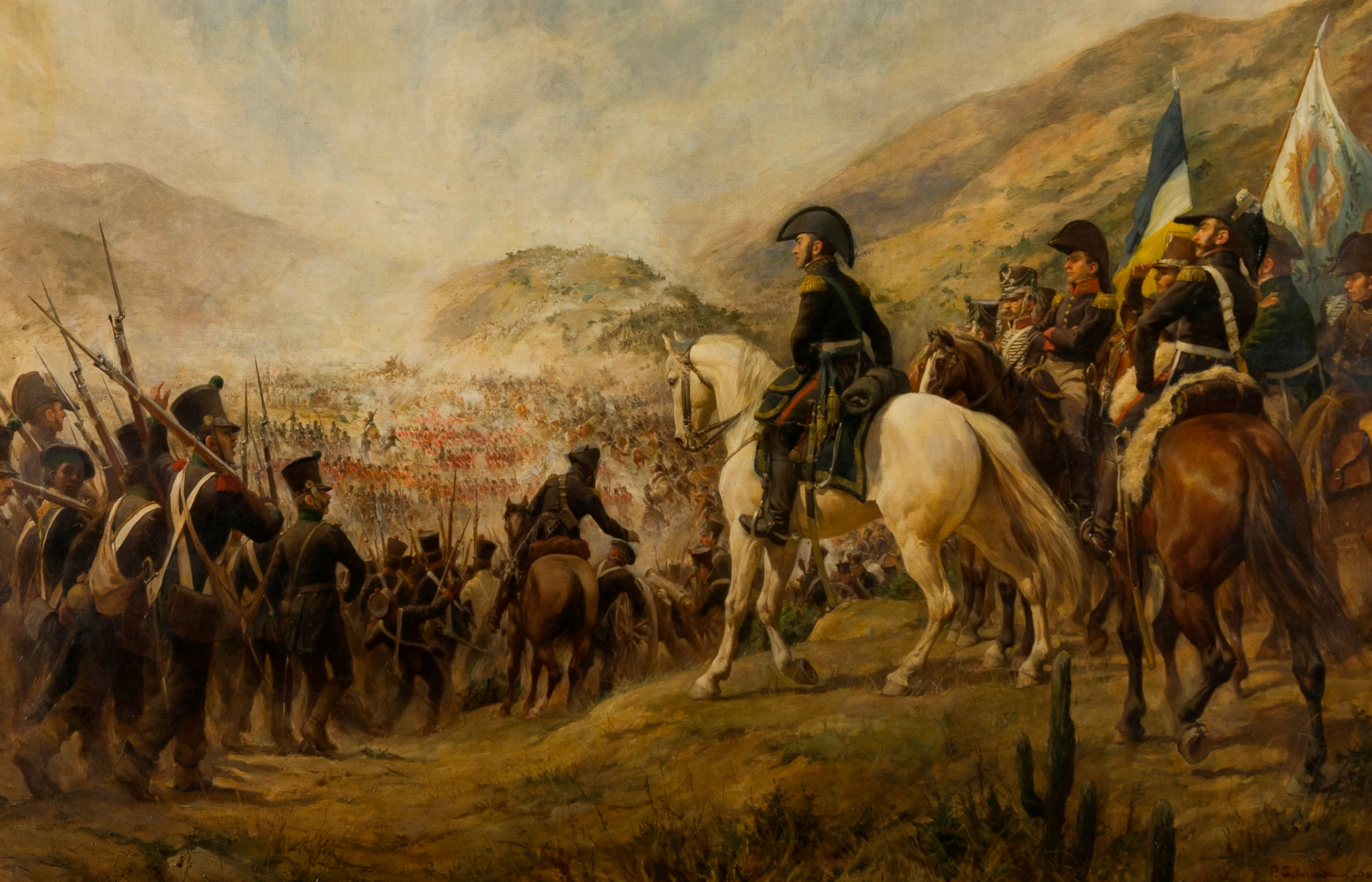
La batalla de Chacabuco, según el óleo de Pedro Subercaseaux.

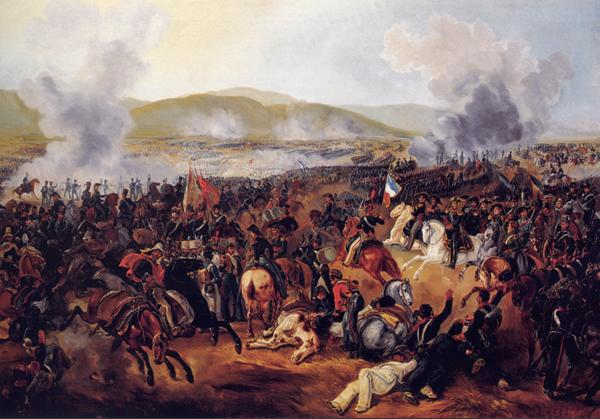
La batalla de Maipú, según Mauricio Rugendas.

San Martín disponía de fuerzas inferiores a las del gobierno realista chileno, de modo que mantuvo su plan en secreto, para tener una ventaja circunstancial en el momento en que se iniciara el cruce de la Cordillera de los Andes. El Cruce de los Andes se inició el 6 de enero de 1817, con 5350 hombres de armas –más 1200 milicianos que actuaban de auxiliares– dividido en seis columnas, dos de las cuales se dirigían sobre Santiago de Chile.
Reunidas las columnas principales, el 12 de febrero lograron una completa victoria en la batalla de Chacabuco, que obligó al gobierno realista abandonar Santiago, la cual fue ocupada dos días más tarde por el Ejército de los Andes. El cabildo local nombró a Bernardo O'Higgins –hasta entonces el segundo de San Martín– "Director Supremo del Estado de Chile", y a San Martín comandante del "Ejército Unido Libertador de Chile", formado por las unidades del Ejército de los Andes y las formaciones chilenas que se incorporaron. Se iniciaba el período conocido como la Patria Nueva.
El Ejército Unido marchó hacia el sur, logrando capturar todas las ciudades de la región, con excepción de Concepción y la vecina Talcahuano, que fueron sitiadas por tierra; un intento de asalto a Talcahuano terminó en un desastre. Poco después, los sitiados recibieron poderosos refuerzos, de modo que O'Higgins inició una retirada hacia el norte y puso el Ejército a órdenes de San Martín. Sorprendido por los realistas el 19 de marzo de 1818 en Cancha Rayada, el Ejército Unido debió retirarse hacia Santiago. La gran actividad de San Martín, O'Higgins, Las Heras y Beltrán permitió a los patriotas reorganizar el ejército en 15 días, y lograr la victoria en la sangrienta batalla de Maipú, del 5 de abril.
Los restos del ejército realista retrocedieron todo el camino andado desde Concepción, y en agosto fue reembarcado hacia el Perú. Fuerzas realistas continuaron una resistencia en forma de guerrillas durante varios años aún, pero ya no representaron una amenaza real para la independencia chilena.

### Diplomacia directoral y los proyectos monárquicos
Hasta los primeros meses de la existencia del Directorio, los gobiernos de la Revolución se veían favorecidos, para justificar su legitimación frente a la opinión pública y las naciones extranjeras, por la ausencia del rey del trono español. Regresado Fernando VII a Madrid y anunciada la restauración absolutista en España, el lenguaje y los métodos diplomáticos debieron cambiar radicalmente. Por otro lado, el rey había ordenado la formación de un poderoso ejército que debía ser inmediatamente enviado al Río de la Plata, comandado por Pablo Morillo.
Por ello Manuel de Sarratea, enviado del Segundo Triunvirato a Europa, felicitó a Fernando por su regreso al trono y demostró su aparente sumisión a la autoridad del repuesto rey. Por ello fueron enviados Belgrano y Rivadavia también a Europa, a negociar con el rey la pretensión rioplatense de autonomía; en caso de fracasar, su misión sería la de conseguir un príncipe de alguna casa reinante en Europa para coronarlo rey del Río de la Plata.
Distinto fue, en cambio, el sentido de las cartas de Alvear al ministerio de relaciones exteriores británico en 1815, ya que significaban la sumisión lisa y llana a la soberanía inglesa; no obstante, podría haber sido ser una arriesgada estratagema para forzar a Gran Bretaña a apoyar a las Provincias Unidas contra España.
El fracaso en la misión conciliadora de Belgrano y Rivadavia los llevó a proponer la coronación del infante Francisco de Paula de Borbón, con la supuesta anuencia de su padre, el depuesto rey Carlos IV de España. Los diplomáticos llegaron a sancionar un proyecto de constitución monárquica y hasta planearon el secuestro del príncipe para su traslado al Río de la Plata.
Posteriormente, ya instalado el Congreso de Tucumán, el mismo Belgrano propuso la coronación de un rey de ascendencia incaica para las Provincias Unidas en Sud América, que aparentemente incluirían también a Chile y el Perú. Posteriormente se proyectó su enlace matrimonial con la Casa de Braganza, cuyos miembros residían en Río de Janeiro. El proyecto original fue rechazado principalmente por razones de racismo, y su derivación bragantina fue rechazada por Juan VI de Portugal.
Una vez instalado el Congreso en Buenos Aires, y ya bajo la influencia de Pueyrredón, el ministro de relaciones exteriores Gregorio García de Tagle envió varias misiones a Europa para negociar la coronación de otros candidatos, entre los cuales se consideraron las opciones del Duque de Orleans –el futuro rey Luis Felipe I de Francia– y del Príncipe de Luca.

### La caída de la Liga Federal

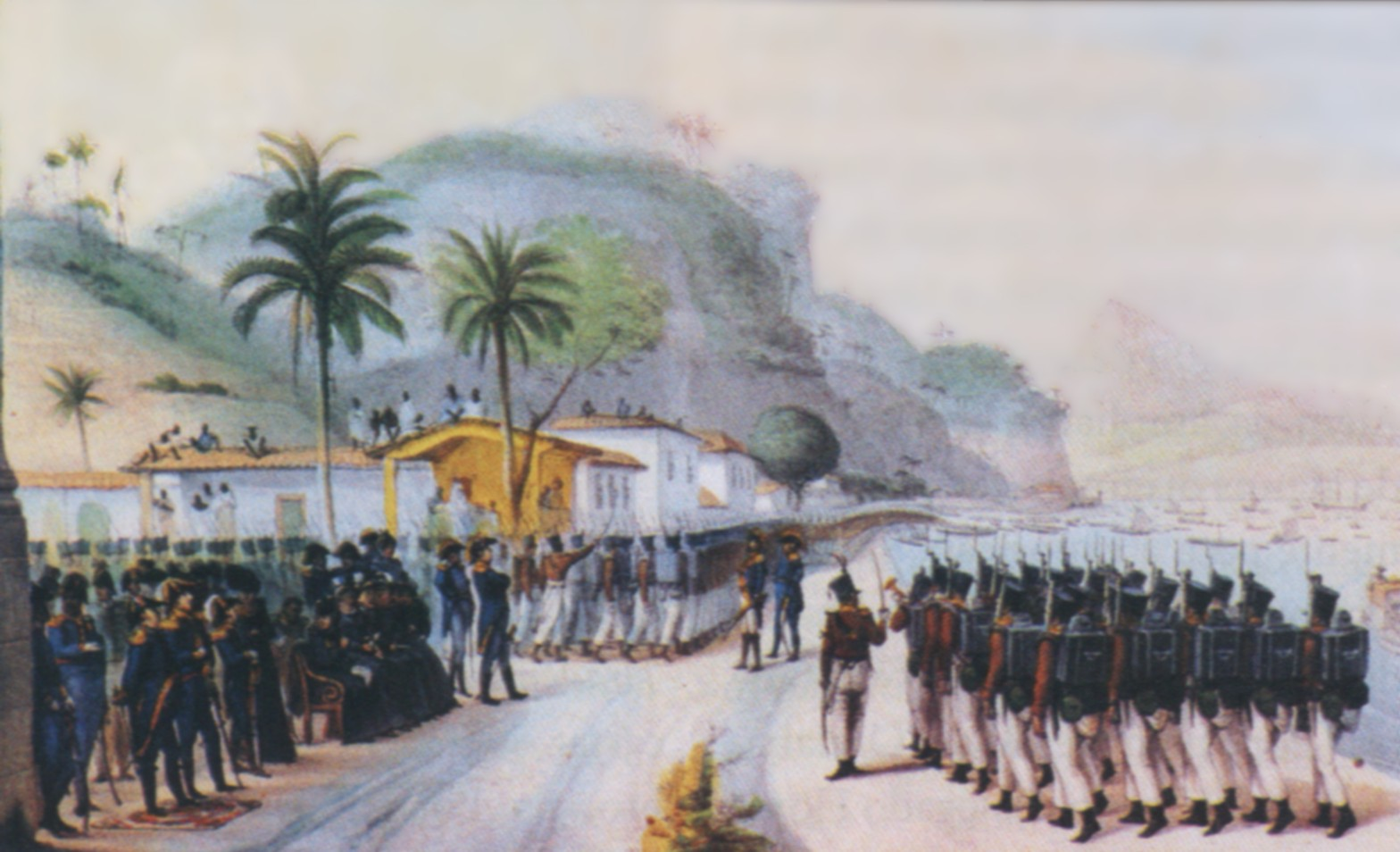
Inicio de la Invasión Luso-Brasileña.

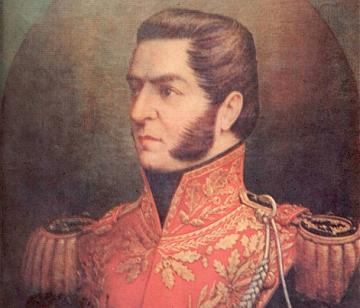
El caudillo entrerriano Francisco Ramírez.

En la Banda Oriental, Artigas pudo llevar adelante un gobierno progresista y democrático. Hizo profundas reformas sociales y repartió entre los pobres las tierras, el ganado y los bienes muebles de los emigrados.
Pero en agosto de 1816, con la excusa de algunas correrías –reales o supuestas– de gauchos en el sur del Brasil, el rey de Portugal inició la invasión Luso-Brasileña a la Provincia Oriental. Pueyrredón no hizo nada por defender a la provincia invadida, y llegó a pactar con el jefe invasor. En enero de 1817, tras la batalla del Catalán, los portugueses lograron capturar Montevideo, aunque Artigas y sus fuerzas resistieron aún tres años más en el interior de la provincia.
Dado que el poder de Artigas declinaba por las derrotas ante los portugueses, Pueyrredón creyó poder someter a las provincias federales y restablecer la autoridad de Buenos Aires. Por ello envió varias expediciones a Entre Ríos en apoyo de caudillos menores que estuvieran dispuestos a una alianza con Buenos Aires. Entre Ríos no tenía gobernador, y en el sistema de Artigas posiblemente ni siquiera tuviera la categoría de provincia: estaba dividida entre las comandancias militares de Paraná y Concepción del Uruguay. En 1817 el líder artiguista de Paraná, Eusebio Hereñú se pasó al bando directorial con otros jefes menores, pero fueron derrotados por el nuevo comandante de Concepción del Uruguay, subordinado de Artigas, Francisco Ramírez. Al año siguiente se produjeron nuevos enfrentamientos, en los que Ramírez resultó nuevamente vencedor con llamativa facilidad. Desde ese momento ejerció como gobernador de toda la provincia –sin ostentar aún el título– al frente de unas montoneras sumamente disciplinadas y eficaces.
Una segunda sublevación de Bulnes en Córdoba, de enero de 1817, fue también sofocada por la reacción del gobierno nacional. En marzo de ese año asumía como gobernador el salteño Manuel Antonio Castro, nombrado por Pueyrredón, mientras La Rioja volvía a la obediencia del gobierno directorial de Córdoba. En el sur de la provincia permanecieron insurrectos varios caudillos federales, manteniendo la insurrección federal por otros tres años. Esto motivó el envío de una división del Ejército del Norte, al mando del coronel Juan Bautista Bustos.
Por su parte, la provincia de Corrientes se vio sacudida por desavenencias entre los mismos federales, algunos de los cuales se pasaron al bando directorial, aunque no recibieron ayuda alguna del mismo. Las discordias fueron solucionadas por la ocupación de la capital por el cacique guaraní Andrés Guazurary, ahijado de Artigas, y el marino irlandés Pedro Campbell.
El gobernador santafesino Mariano Vera fue derrocado por los partidarios más exaltados de Artigas en julio de 1818. Como éstos no lograron formar un gobierno, el coronel Estanislao López, jefe de las milicias rurales, ocupó la ciudad y se nombró a sí mismo gobernador. Más tarde sería elegido por el cabildo y tendría un enorme apoyo popular.
En respuesta, Pueyrredón envió a finales de 1818 un ejército de 5000 hombres al mando de Juan Ramón Balcarce, que logró ocupar fugazmente la capital provincial, pero se vio obligado a retroceder, saqueando la provincia. Simultáneamente avanzó la columna del Ejército del Norte comandada por el coronel Bustos para tomar entre dos fuegos a López, pero este lo atacó en Fraile Muerto, dejándolo sin movilidad. A continuación obligó a Balcarce a evacuar Rosario; en venganza, Balcarce incendió Rosario.
Poco después, el general Viamonte intentaba una nueva invasión, pero López repitió su estrategia: atacó a Bustos en La Herradura y, como no logró vencerlo, avanzó hacia Córdoba y lo obligó a retroceder. Luego giró hacia el sur y se presentó frente a las fuerzas de Viamonte en Coronda, obligándolo a retirarse nuevamente a Rosario, donde ambos acordaron una tregua.

### Batalla de Cepeda

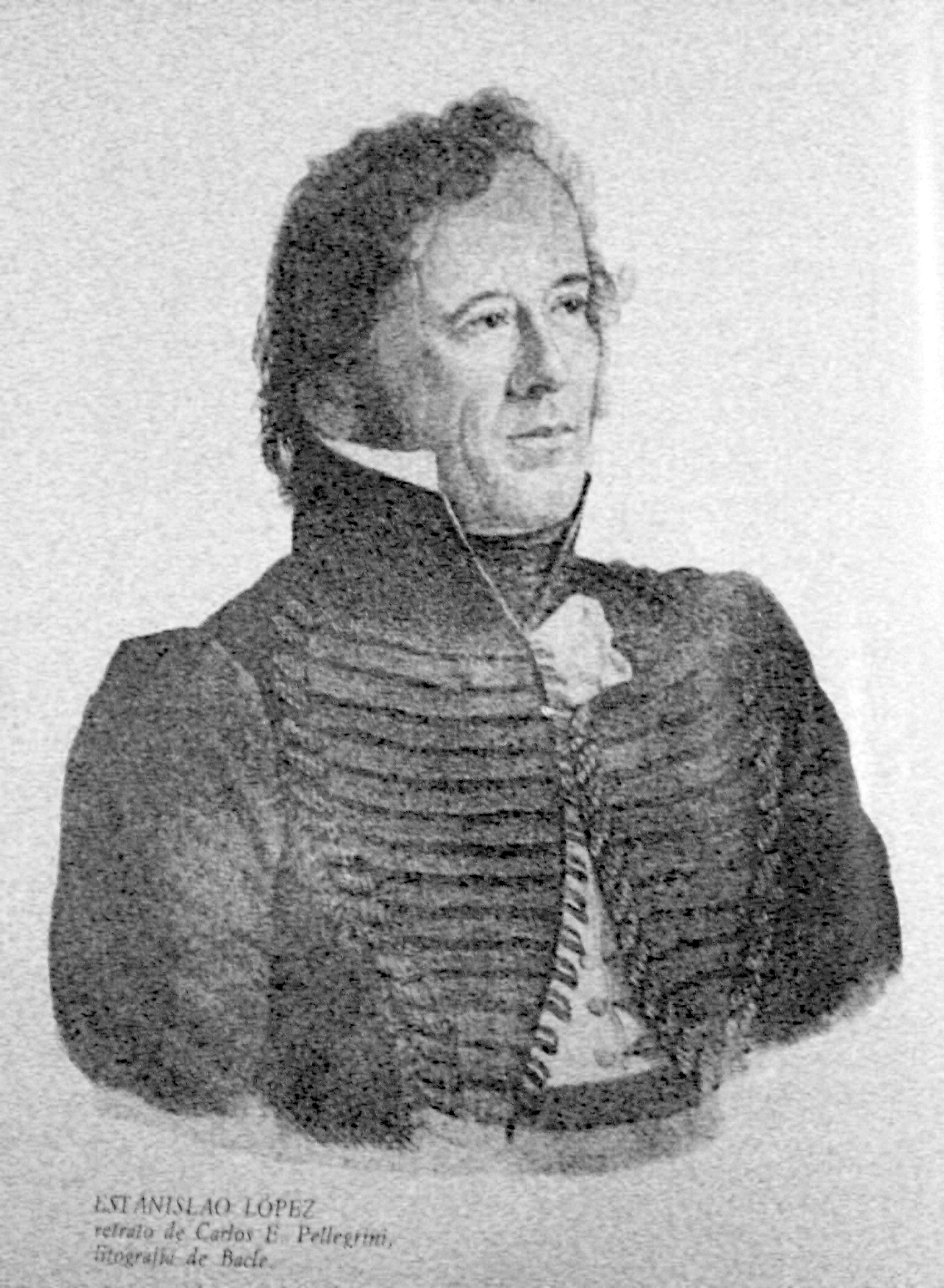
Estanislao López, gobernador de Santa Fe y vencedor en la Batalla de Cepeda (1820).

En junio de 1819, tras tres años de gestión, Pueyrredón renunció al cargo de Director Supremo. En el orden interno se había destacado como un tenaz perseguidor de quienes sostenían el derecho de las provincias a su autonomía: había tolerado la invasión portuguesa a la Banda Oriental, desterrado de los jefes del partido federal porteño, ordenado a San Martín y Belgrano trasladar los ejércitos de los Andes y del Norte al Litoral para acabar con los federales, y promulgado la constitución centralista de 1819.
El Congreso nombró a José Rondeau como su sucesor. Este continuó y profundizó la política de su antecesor, abandonando por completo la Guerra por la Independencia. Artigas, acorralado en la Banda Oriental, exigía a sus subordinados del Litoral atacar a Buenos Aires, derrocar al Directorio y reemplazarlo por autoridades dispuestas a combatir a los portugueses.
En octubre de ese año, el armisticio de San Lorenzo fue violado por ambas partes: un convoy de carretas con armas que viajaba a Córdoba fue interceptado por los santafesinos, ya que posiblemente esas armas serían usadas por Bustos contra Santa Fe. La guerra se reanudó: las fuerzas de López tomaron la iniciativa e invadieron el norte de la provincia de Buenos Aires, saqueando las estancias para reponer el ganado saqueado por las fuerzas directoriales en años anteriores.
Rondeau llamó perentoriamente a ambos ejércitos al Litoral. Belgrano accedió y ordenó la marcha del Ejército del Norte hacia Buenos Aires, aunque delegó el mando en Francisco Fernández de la Cruz por razones de salud. San Martín, en cambio, rechazó la orden y trasladó casi todas sus fuerzas a Chile, para organizar la campaña al Perú.
En noviembre de 1819, las fuerzas remanentes del Ejército del Norte en Tucumán se sublevaron, nombrando gobernador a Bernabé Aráoz, exgobernador y héroe de la batalla de Tucumán. En los primeros días de 1820 se sublevó uno de los pocos batallones que había dejado San Martín en San Juan, iniciando la disolución de la Intendencia de Cuyo. El día anterior, el Ejército del Norte se había sublevado en Arequito, jurisdicción de Santa Fe, y –tras expulsar al general Fernández de la Cruz y varios oficiales más– contramarchó hacia Córdoba, con la intención de regresar al frente contra los realistas y no volver a inmiscuirse en guerras civiles.
Hasta entonces, el Directorio se había sostenido sobre la autoridad que podían imponer el Ejército del Norte, el Ejército de los Andes y el ejército acantonado en la capital; su apoyo al gobierno había sido la principal garantía de su autoridad en las provincias interiores. A fines de enero de 1820, Rondeau ya no tenía autoridad alguna fuera de la provincia de Buenos Aires, porque no contaba con más ejército que el de la capital. Al frente de este último, Rondeau fue rápida y contundentemente derrotado el 1 de febrero en la batalla de Cepeda.
Los caudillos marcharon sobre Buenos Aires, exigiendo la disolución del gobierno nacional y el establecimiento de un gobierno representativo de la voluntad popular. El pánico se apoderó de la ciudad, mientras las milicias porteñas apoyaban el derrocamiento de Rondeau. A poco de llegar de regreso a la ciudad, el 11 de febrero, Rondeau presentó su renuncia ante el Cabildo. El Congreso fue considerado disuelto y varios de los diputados fueron arrestados, como así también Pueyrredón, Rondeau y otros personajes directoriales.

## Anarquía y Fin del Periodo

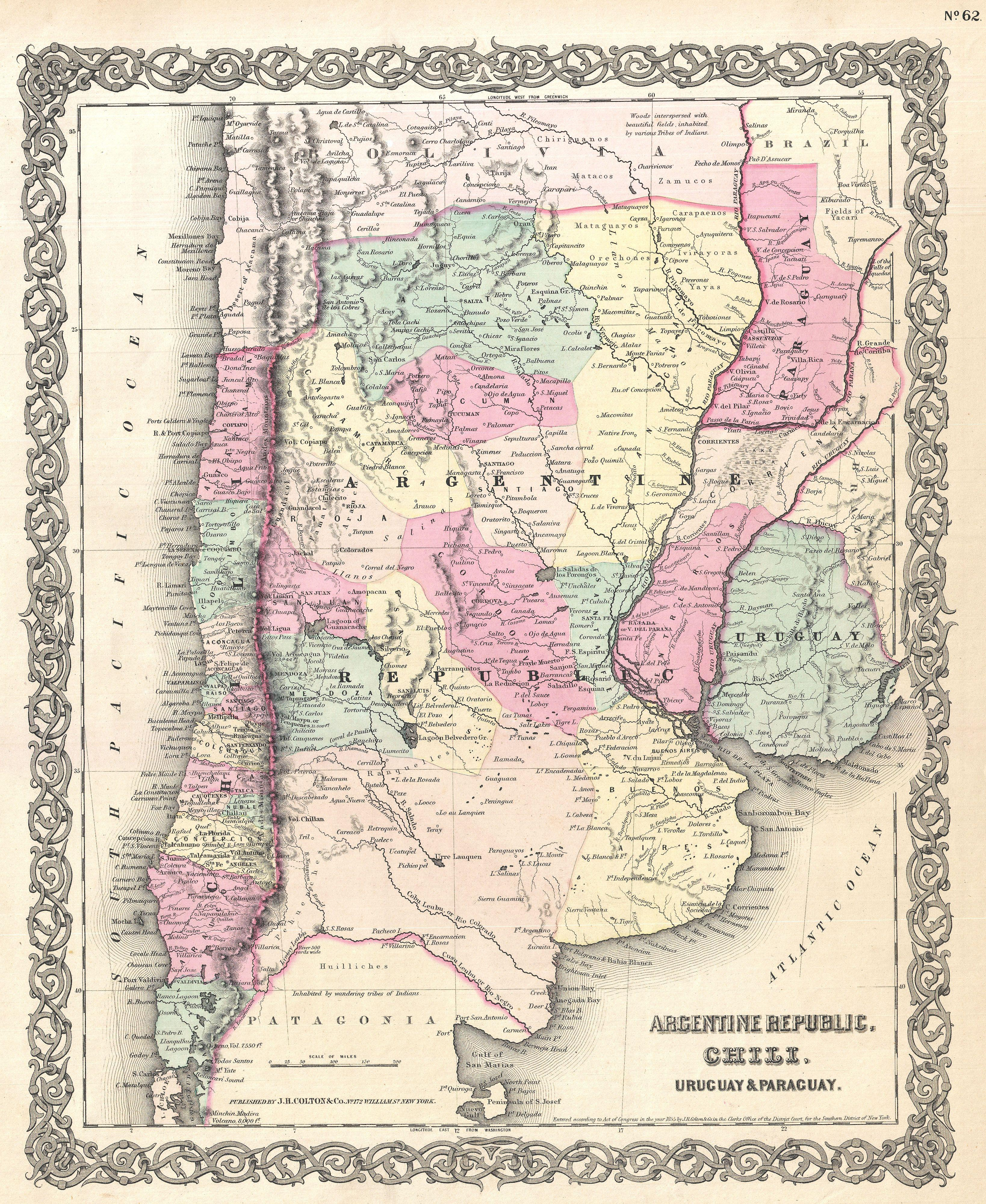
La República Argentina y sus estados vecinos hacia 1855.

El gobierno central estaba disuelto, y nada lo reemplazó. La provincia de Buenos Aires eligió su propio gobierno, siendo imitada por todas las provincias que aún obedecían al Directorio; además, varias ciudades se separaron de las capitales de intendencia, creando con su territorio nuevas provincias.
En el Alto Perú no quedaba prácticamente nada de las Republiquetas; en la Banda Oriental, la batalla de Tacuarembó decidió la derrota definitiva de Artigas y su anexión al Reino de Portugal.
Pero la antigua metrópoli no pudo aprovechar la oportunidad para intentar una reconquista de las Provincias Unidas: la sublevación de Rafael de Riego del 1 de enero de 1820 había causado la disolución del ejército destinado al Río de la Plata. Y, a su vez, provocaría el inicio del Trienio Liberal en España, un período durante el cual se produjo una profunda inestabilidad política que debilitó sus esfuerzos en las guerras de independencia hispanoamericanas.
Buenos Aires y el interior sufrieron la Anarquía del Año XX, un período de complejos reordenamientos políticos, territoriales e incluso jurídicos, que desembocó en una muy relativa estabilidad entre las provincias. Cada provincia se administró a sí misma, y en la mayoría de los casos debieron ceder el poder real a los caudillos, jefes militares y políticos –generalmente grandes estancieros– que parecían poder defender las autonomías de los territorios de su mando. Las guerras civiles entre caudillos –y posteriormente entre estos y los gobiernos centrales– continuaron durante otros sesenta años. Los bandos enfrentados se identificarían posteriormente como los unitarios y federales, aunque en muchos casos estas denominaciones fueran artificiales.
El país cambió de nombre: alrededor de 1835 se empezó a llamar Confederación Argentina, y después de 1862 adoptó su nombre definitivo de República Argentina.
Salvo por un breve período entre 1825 y 1827, la Argentina careció por completo de un gobierno central hasta 1853; ese año se sancionó una Constitución Nacional –en esencia, la misma que rige hoy al país– pero aún debieron pasar casi tres décadas más para que el gobierno nacional fuera reconocido universalmente como única fuente de poder a nivel nacional. El sistema político resultante sería un compromiso entre el federalismo y el unitarismo: un gobierno federal que, en la práctica, tiene un amplio –aunque no completo– control de las situaciones provinciales.
A pesar de todas estas vicisitudes y de los peligros que acecharon su unidad a lo largo de la mayor parte del siglo XIX, la Argentina logró conservar su independencia y su identidad como nación.

## La sociedad y la Revolución

### El surgimiento de una nueva cultura

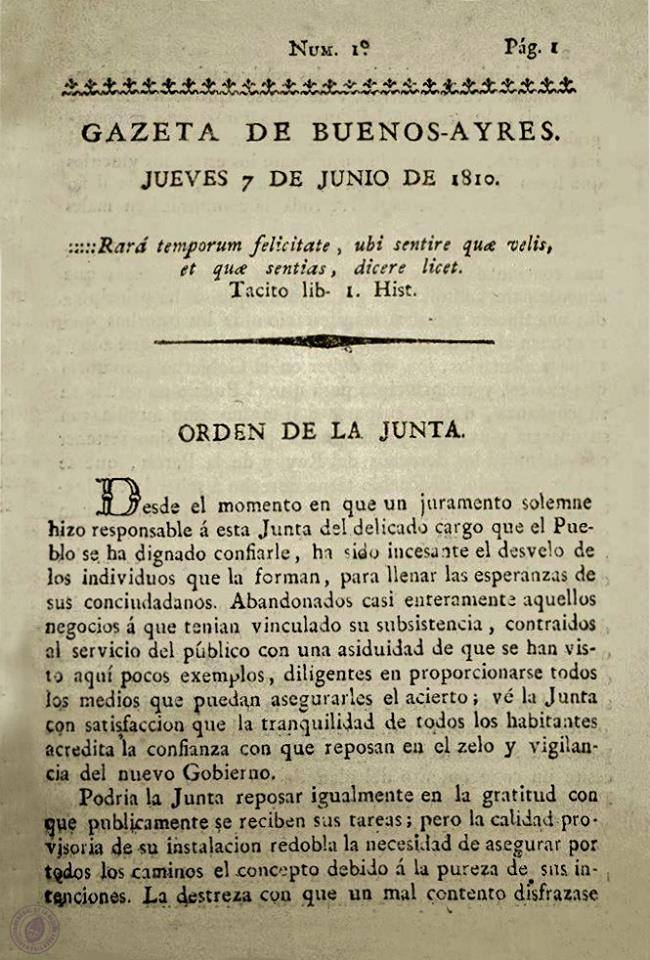
Primer número de la Gazeta de Buenos Ayres.

La educación primaria estaba en manos de los cabildos y de las parroquias; de la misma estaban excluidos los indígenas, los esclavos y –en la mayor parte del territorio– las mujeres. Una educación secundaria más bien elemental se impartía en establecimientos religiosos de muchas de las ciudades del interior. Las excepciones más notables eran el Colegio de Monserrat en Córdoba y el Colegio de San Carlos en Buenos Aires; este último había sido profundamente desorganizado tras las Invasiones Inglesas, ya que su edificio se había destinado a cuartel militar. No obstante siguió existiendo, siendo las clases impartidas en locales privados. Fue reorganizado como Colegio de la Unión del Sur' durante el directorio de Pueyrredón, volviendo a un alto nivel de enseñanza.
La educación universitaria dependía de la Universidad Mayor Real y Pontificia San Francisco Xavier de Chuquisaca, la mejor de la región en esa época, y algunos estudiantes rioplatenses cursaban en la Universidad de San Marcos en Lima, o en la Universidad de San Felipe, en Santiago de Chile. No obstante, la interrupción de las relaciones y comunicaciones con esos territorios dejó los estudios mayores exclusivamente en manos de la Universidad de Córdoba. La misma dictaba las carreras de derecho canónico y derecho civil, este último desde la última década del siglo XVIII.
En Buenos Aires se establecieron casas de estudios técnicos, empezando por una Academia Militar de Matemáticas y la Academia Nacional de Jurisprudencia fundada por Manuel Antonio Castro, que enseñaba la práctica forense sin ahondar en las ciencias jurídicas. También el Tribunal del Protomedicato, fundado a fines del siglo XVIII, dictaba cursos de medicina práctica, habilitando médicos para el ejercicio profesional.
Hasta fines del siglo XVIII no había habido medio alguno de prensa en el Río de la Plata, y en los primeros años del siglo XIX sólo se publicaron tres periódicos, todos de corta vida: el Telégrafo Mercantil, el Semanario de Agricultura, ambos apoyados por Manuel Belgrano, y el Correo de Comercio, editado por este. Tras el estallido de la Revolución, Mariano Moreno editó la Gazeta de Buenos Ayres, abiertamente oficialista, y utilizada para hacer propaganda revolucionaria. Su lectura fue declarada obligatoria para los curas hacia sus feligreses durante los días festivos, después de oficiada la misa. Este periódico existió durante todo el período de la independencia, cambiando de mano bajo los sucesivos gobiernos; así, fueron sus directores, entre otros, Moreno, Pedro José Agrelo, Bernardo de Monteagudo, Camilo Henríquez y Julián Álvarez.
Más tarde hubo algunos otros periódicos, todos de vida efímera, ya que no contaban con el apoyo oficial, como El Censor, Mártir o Libre, o El Americano. Su pretensión de ser independientes de la absorbente política gubernamental los condenó a la rápida desaparición. Más suerte tuvieron dos publicaciones semioficiales, El redactor de la Asamblea y El redactor del Congreso Nacional, que publicaban las discusiones y decisiones de la Asamblea General Constituyente y del Congreso de Tucumán, tanto en su período norteño como en su estadía en Buenos Aires. La última hoja oficialista fue El Americano, un periódico furiosamente directorial y antifederal redactado por Pedro Feliciano Cavia.
La literatura anterior a las Invasiones Inglesas, por ejemplo las obras de teatro y poemas de Manuel José de Lavardén, se inscribían en la corriente neoclásica, con un marcado gusto por temas prerrománticos. La situación cambió completamente al producirse la victoria bélica, y súbitamente los temas patrióticos dominaron toda expresión artística. Sin abandonar el estilo neoclásico, poetas como Esteban de Luca y Vicente López y Planes publicaron decenas de obras dedicadas a los triunfos patrios, tanto antes como después de la Revolución de Mayo. Estos dos autores compitieron por la oficialización de sus obras como la Marcha Patriótica oficial en la época de la Asamblea Constituyente, obteniendo el triunfo el actual Himno Nacional Argentino, de López.
La historiografía tuvo una primera aparición con el Ensayo de la Historia civil del Paraguay, Buenos Aires y el Tucumán, del Deán Funes, aparecido en 1816 y 1817.

### La Iglesia Católica y la Revolución
Gracias a la bula del Papa Pablo III Sublimis Deus de 1537, que declaraba a los indígenas hombres con todos los efectos y capacidades de cristianos, hubo un gran contraste entre la colonización española, la anglosajona y francesa en América.
En el Imperio Español la unidad social se concebía a través de la unidad de la Fe de la Iglesia católica, única religión permitida durante el período colonial. Ésta estaba regida por el Patronato de Indias, que permitía a la corona controlar toda actividad religiosa por medio del nombramiento de los obispos y administraba sus ingresos, en particular los diezmos. Fuera de esta institución, en la práctica, la Corona apenas podía controlar la instalación de órdenes religiosas, que mantenían una fuerte autonomía local; a su vez, los obispos controlaban la provisión de cargos eclesiásticos en las parroquias más importantes, mientras los cargos secundarios y las parroquias menores y capillas eran controladas por los cabildos eclesiásticos. Éstos tenían un alto grado de autonomía, especialmente porque eran los que gobernaban las diócesis durante las vacancias producidas por las muertes de los obispos; vacancias que solían ser muy largas, por las necesarias tardanzas provocadas por la distancia con la Corte.
Desde su emancipación a partir de 1810, la Nación Argentina estuvo influida por dos corrientes de pensamiento distintas:

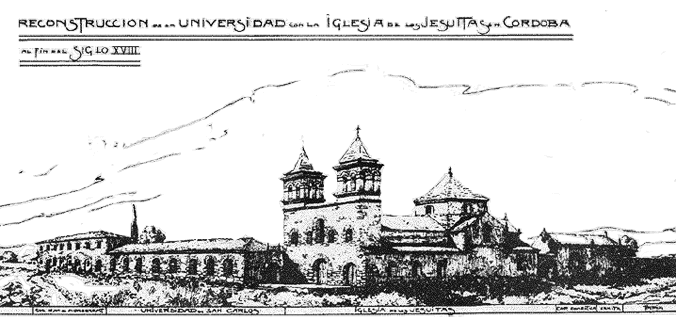
Vista de la Manzana Jesuítica en el. Dichos edificios aún se conservan. En la esquina se observa la iglesia de la Compañía de Jesús. A continuación se destacan la antigua sede de la Universidad (actual museo y biblioteca mayor) y el Colegio Monserrat.

- La racionalista, laicista e iluminista de Voltaire que sustentó la filosofía política de la Revolución Francesa[278] y que influyó por ejemplo en el Deán Funes en Córdoba.

- Otra anterior, de inspiración cristiana, influida, por un lado, por la doctrina del sacerdote jesuita Francisco Suárez,[279] de la Escuela de Salamanca, que pregonó que la autoridad es dada por Dios pero no al rey sino al pueblo[280] que fue aprendida en la Universidad Mayor Real y Pontificia San Francisco Xavier de Chuquisaca por los principales patriotas que impulsaron la Revolución de Mayo; y por otro, por el ejemplo de la Revolución Americana que, aunque tuvo otros orígenes, su lema nacional es In God we trust (en inglés: «En Dios confiamos»).[281]

En los primeros tiempos de la Argentina, Cornelio Saavedra y luego fray Cayetano Rodríguez, fray Francisco de Paula Castañeda, el cura Pedro Ignacio de Castro Barros, el general Manuel Belgrano, Esteban Agustín Gascón, Gregorio García de Tagle, entre otros, fueron grandes defensores del pensamiento católico y de la Iglesia contra el anticatolicismo de los grupos liderados primero por Mariano Moreno y Juan José Castelli, y después por el gobernante Bernardino Rivadavia, que en 1822 entre otras medidas cerró varios conventos, se apoderó de todos los bienes que pertenecían a las órdenes religiosas, incautó los bienes propios del Santuario de Luján, de los de la Hermandad de Caridad, del Hospital de Santa Catalina y otros.

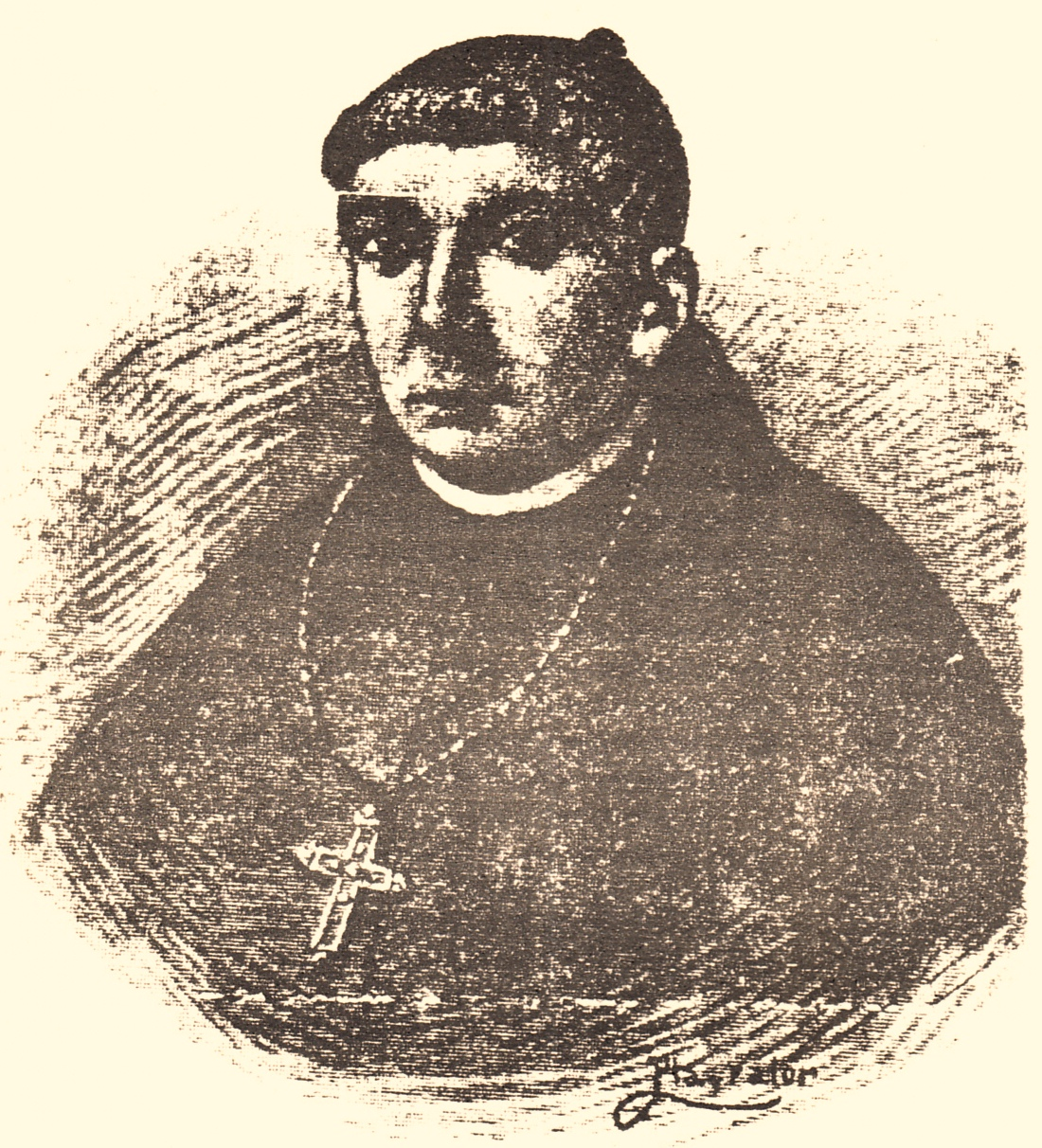
El obispo de Buenos Aires, Benito Lué, fue un destacado enemigo de la independencia de las Provincias Unidas del Río de la Plata.

En la actual Argentina había tres diócesis: las de Córdoba, Buenos Aires y Salta, todas ellas dependientes de la Arquidiócesis de Charcas.
En las provincias de la actual Argentina, el estallido de la Revolución de Mayo fue apoyado por la mayor parte del clero secular, mientras las órdenes religiosas dividieron su lealtad entre los independentistas y los realistas. En el Alto Perú, en cambio, la mayor parte del clero –aunque una parte importante de los curas de las poblaciones rurales fueron independentistas– se pronunciaron por la causa del Rey. En gran parte, esta opción fue causada por la torpe conducta de varios oficiales del Ejército del Norte durante la primera expedición a esa región, que ofendieron el sentimiento religioso local con actos de naturaleza anticlerical, o al menos por su falta de cuidado en el respeto a las expresiones religiosas tradicionales.
Aun cuando se vieron obligados a declamar lealtad a las instituciones revolucionarias, los tres obispos de las diócesis "de abajo" eran considerados realistas. El obispo de Buenos Aires, Benito Lué, se había manifestado en contra del desplazamiento del virrey Cisneros; en consecuencia, se le prohibió predicar en su propia catedral. El de Córdoba, Rodrigo de Orellana, había sido un destacado dirigente de la Contrarrevolución de Córdoba, por lo que fue confinado lejos de su sede; similar suerte corrió el de Salta, Nicolás Videla del Pino. Lué y Videla del Pino fallecieron durante el período, y Orellana huyó a España. El apoyo del Papa a la restauración absolutista hizo imposible volver a cubrir esos cargos, lo cual permitió a los gobiernos –a través del control de los cabildos catedralicios– cubrir las vacantes con provisores de los obispados de lealtad probada a la nueva nación. Con el tiempo, este antecedente llevaría a los posteriores gobiernos rioplatenses a reclamar por el regalismo, es decir, el control estatal de la actividad de la Iglesia.
Por su parte, las órdenes religiosas, incomunicadas con sus superiores en España o en Roma, debieron organizar su propia jerarquía para el nuevo país, controlados además por las autoridades nacionales en sus actividades políticas. Los curas enemigos de la Revolución –y todos los de origen español peninsular– fueron fuertemente limitados en sus atribuciones por el gobierno; muchos huyeron a España o fueron expulsados, y otros abandonaron los hábitos.
Sumados todos estos procesos a la desorganización religiosa que limitaba el ordenamiento de nuevos sacerdotes y la disminución de los ingresos eclesiásticos, llevaron a una notoria disminución en el número de sacerdotes y religiosos; algunos conventos que en años anteriores habían sido servidos por decenas de frailes estaban prácticamente desiertos a inicios de la década del 20, y muchos curatos permanecieron vacantes por largos períodos.
La incorporación de ideas políticas y culturales nuevas conllevó la disminución de la piedad tradicional en sectores de los grupos dirigentes. Muy particularmente, la aparición de la masonería resultó en la difusión de ideas filosóficas que contradecían las doctrinas de la Iglesia; si bien la mayoría de los masones no se manifestaron abiertamente anticlericales, claramente los aspectos piadosos y disciplinarios de la religión católica le eran indiferentes.

### El nacimiento de la política

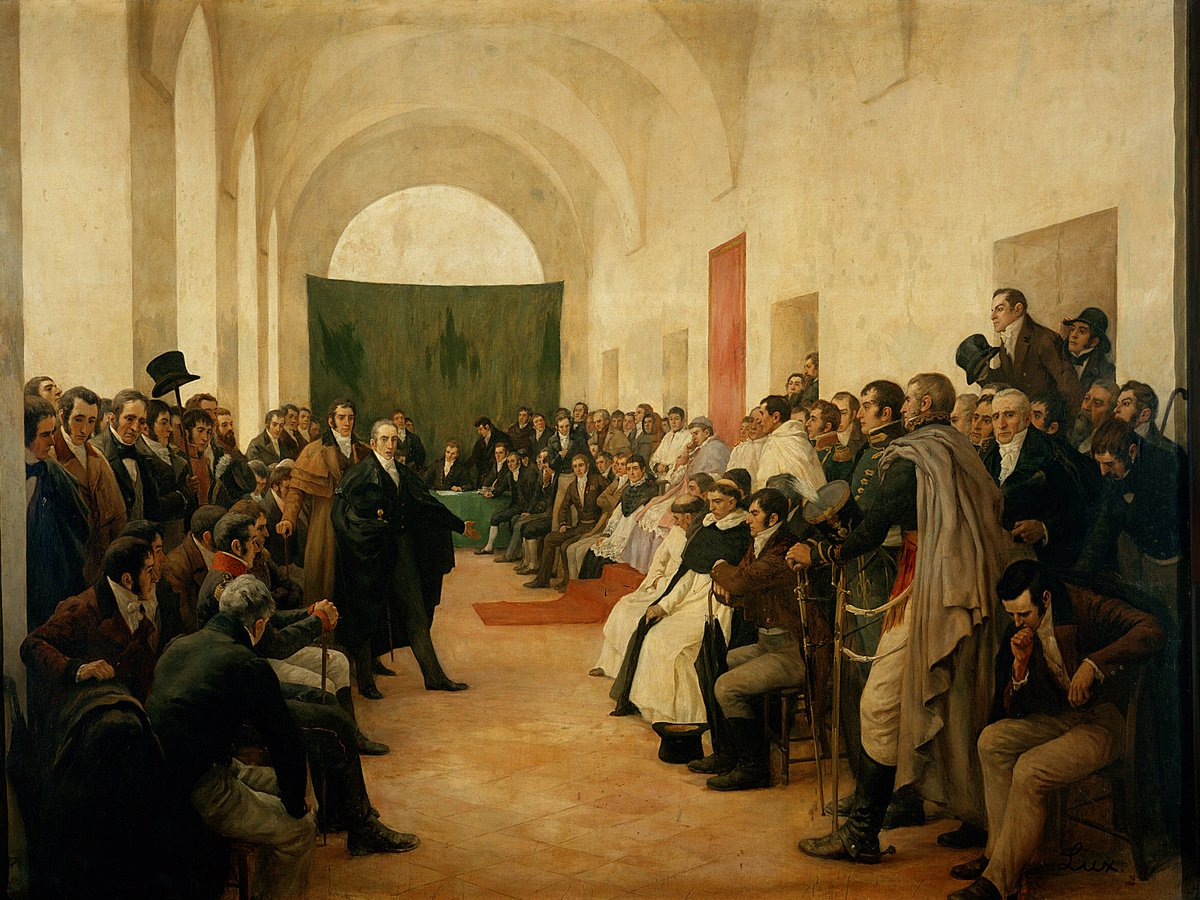
Más que los cabildos, el vínculo entre las instituciones coloniales y la instauración de las autoridades revolucionarias fueron los cabildos abiertos.
En la imagen, el cabildo abierto del 22 de mayo de 1810 en Buenos Aires.

Los enfrentamientos intestinos y las guerras civiles obedecían a la falta de acuerdos previos en los conceptos políticos más elementales. En efecto, desde la Revolución el único acuerdo generalizado entre dirigentes y facciones fue la necesidad de no volver a la situación política previa. En esencia, en la independencia.
Aun así, también fueron consideradas otras posibilidades, planteados en misiones diplomáticas enviadas por los gobiernos rioplatenses, como la dependencia de otra potencia que no fuera España, o la dependencia del rey español bajo una constitución que limitara el absolutismo. No obstante, esos proyectos no tuvieron apoyo alguno.
Antes de la Revolución había habido administración pública, pero no política en el sentido moderno del término. Los funcionarios coloniales gobernaban en nombre la autoridad absoluta del Rey de España, y los cabildos se formaban por cooptación dentro de las clases sociales dominantes; no actuaban en representación de los vecinos, sino que eran considerados una selección de los funcionarios más capaces para ejercer ciertas esferas imprescindibles de administración pública local. Al proclamar que gobernaban en nombre de los pueblos, los gobiernos posteriores a la Revolución se veían obligados a definir en qué consistían los conceptos pueblos, pueblo, soberanía, libertad, igualdad, etc. Quienes discordaban con las definiciones establecidas por los gobiernos se convertían en adversarios políticos, y la falta de definición previa de las reglas de juego políticas llevaba sistemáticamente a la acción política al campo de las conspiraciones, las revoluciones y los enfrentamientos bélicos.
En definitiva, la discusión central era sobre quién era el depositario de los derechos reasumidos tras la ruptura del orden político colonial.
En efecto, los grupos de pensamiento elitista sostenían que el pueblo estaba formado por un grupo restringido de ciudadanos y que, aún entre sus miembros, no todos debían tener acceso a la acción política –es decir, a elegir y ser elegidos. Por su parte, los sectores más democráticos sostenían un concepto de pueblo mucho más amplio, que involucraba a la mayoría de la población y en el cual todos sus miembros eran electores y elegibles. Algunos grupos extendían el concepto de igualdad a la totalidad de los hombres, incluyendo en ellos a los indígenas y los esclavos; tal fue el caso de los artiguistas.
Este tipo de discusiones generó divisiones dentro de los grupos dirigentes de cada ciudad, siendo especialmente notables los enfrentamientos en Buenos Aires, que adquirieron trascendencia nacional.
La retroversión de la soberanía a los pueblos con que se había justificado la Revolución abría el interrogante sobre quiénes eran esos pueblos: si las ciudades principales, si todas las ciudades, si se incluían a las villas, o si también se incluía a la población rural. Por otro lado, existía una discusión sobre la soberanía fraccionada en unidades menores o unificada en una sola nación soberana. La situación especial de la ciudad de Buenos Aires, que reclamaba para sí una primacía sobre las demás ciudades en los cuerpos colegiados nacionales por encima de su representación numérica, y pretendía además ejercer un tutelaje sobre ciertas comunidades imposibilitadas por razones bélicas –o por su supuesta inferioridad de ejercer la capacidad electiva– la enfrentaba a las comunidades que creían tener los mismos derechos que la capital. En definitiva, la ambición porteña de imponer su guía a las provincias subordinadas era consecuencia de una visión localista, que predominaba en todas las ciudades y provincias, con la gran diferencia de que Buenos Aires tenía la posibilidad de reclamar la imposición de su localismo a todo el país subordinado a ella.
Sobre esas discusiones giró la base ideológica del enfrentamiento entre unitarios y federales.
Pero, además, en el conflicto entre unitarios y federales se superponían las discusiones sobre la formación del pueblo soberano y la organización centralizada o centrípeta. A lo largo de la década siguiente se le sumarán la defensa de intereses económicos y personales, para luego complicarse aún más con enfrentamientos acerca de doctrinas económicas y tendencias culturales. A todo ello se suma la tendencia de sus dirigentes y propagandistas a simplificar la identidad de sus aliados y la de sus enemigos bajo rótulos que simularan una homogeneidad que no existía más que en los deseos de sus publicistas. Esas intrincadas combinaciones –incluso dejando de lado los casos conocidos de cambios de bando– tornan imposible definir con exactitud quiénes formaban parte cada uno de los dos partidos que dominarían la política durante medio siglo.
Muchos de estos conflictos ideológicos se irían resolviendo con mucha lentitud a lo largo de la mayor parte del siglo XIX. Sólo la experiencia política de los grupos dirigentes y de los dirigidos –que había sido poco menos que nula a lo largo de la década de la independencia– y los acuerdos entre posiciones enfrentadas llevarían a fines del siglo XIX a una organización constitucional estable. No obstante, el pleno desarrollo del concepto de igualdad aún llevaría muchas décadas más, y posiblemente algunas de estas discusiones no han sido aún plenamente resueltas.

### La administración de justicia
La Real Audiencia de Buenos Aires –reemplazados sus miembros contrarrevolucionarios por Vicente Anastasio Echevarría, José Darregueira y Pedro Medrano– continuó ejerciendo las funciones judiciales durante el período de la Junta de Gobierno, y la justicia en primera instancia seguía siendo ejercida por los cabildos. Con excepción de los escasos cambios en la legislación aportados por la Asamblea y el Congreso, también la jurisprudencia utilizada era la legislación colonial, aunque en algunos casos se utilizó un criterio novedoso en su aplicación. Los sucesivos reglamentos políticos y de justicia se esforzaron en separar el Poder Judicial del Ejecutivo, limitándose en muchos casos las funciones de los cabildos a ejercer meramente como tribunales judiciales, dejando de lado sus funciones políticas y edilicias.
En enero de 1812, el Primer Triunvirato disolvió la Real Audiencia, reemplazándola por una Cámara de Apelaciones de cinco miembros, que duraban dos años en sus cargos. La innovación principal fue la asignación de funciones judiciales a los Alcaldes de Hermandad, que antes ejercían solamente funciones policiales, en las zonas rurales. También se creaba la institución de Alzada para la administración de justicia en las provincias, formada por el gobernador y un conjuez nombrado por cada una de las partes para cada juicio. Por último, se establecía una Comisión de Justicia, para llevar adelante juicios sumarísimos en caso de delitos contra la propiedad o la vida. Todas estas instituciones fortalecían la dependencia política de la justicia respecto del gobierno.
La Asamblea General Constituyente y los primeros Directores Supremos no parecen haberle dado especial importancia al Poder Judicial, dándole una mayor independencia de hecho. El Estatuto Provisional de 1815 confirmó la existencia de la Cámara de Apelaciones, a la que agregó la creación de un Tribunal de Recursos Extraordinarios de Segunda Suplicación, Nulidad e Injusticia Notoria en cada caso que se presentaran recursos de tercera instancia; aunque se insistía en la independencia de la justicia, este tribunal era formado por cinco letrados, nombrados por el director del Estado. Se hicieron algunos avances en cuanto a la garantía de defensa en juicio, y se confirmó la aplicación de la legislación indiana a las causas civiles y criminales.
Tras la Declaración de la Independencia, el Reglamento Provisorio de diciembre de 1817 confirmaba las instituciones judiciales ya establecidas. Sin perjuicio de insistir en la independencia de los poderes, el director del Estado podía remover a los jueces por razones políticas, con la única condición de informar de las causas al Congreso. También se reservaba la facultad de suspender sentencias, especialmente en los juicios que comprometían fondos del Estado.
La Alta Corte de Justicia cuya formación sancionó la Constitución de 1819 nunca llegó a formarse.
En definitiva, aunque el principio de separación de poderes se enunció como un cambio fundamental respecto del sistema colonial, nunca llegó a ser aplicado en totalidad. La dependencia del Poder Judicial respecto del Ejecutivo fue la norma a lo largo de todo el período.

### Los militares en el centro de la escena

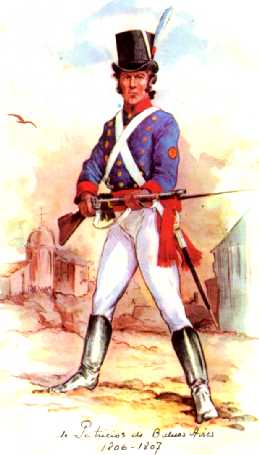
La Guerra de la Independencia Argentina llevó a los militares al centro de la escena política durante el período de la Independencia. Las guerras civiles conservarían para este sector una importancia crucial durante gran parte del.

Desde la creación de los cuerpos de milicia locales tras las Invasiones Inglesas, la importancia política de los militares ganó rápidamente un lugar privilegiado en la política porteña. Su actuación durante la Asonada de Álzaga y la Revolución de Mayo contribuyó a llevar a los oficiales a ser árbitros en cada situación conflictiva. El golpe militar de octubre de 1812, que terminó con el Primer Triunvirato, fue el primero de los actos por los cuales el Ejército –no en apoyo de una movilización popular o elitista, sino por sí mismo– derribó un gobierno nacional.
Ya desde la época de la Primera Junta, los funcionarios nombrados como gobernadores y tenientes de gobernadores en las provincias y ciudades del interior fueron, en su gran mayoría, jefes militares. Con pocas excepciones, cuando éstos fueron desplazados por líderes locales, quienes tomaron el control también fueron jefes militares.
El Ejército insumía la mayor parte de los ingresos públicos, y la solución de sus problemas de aprovisionamiento, enrolamiento y disciplina consumía las energías de los organismos administrativos. De modo que el Ejército llegó a tener una importancia muy superior a la de cualquier otra organización o estamento social. Desde 1815, todos los directores supremos y casi todos los gobernadores fueron militares. La crisis causada por el no reconocimiento de la independencia fue solucionada por vía militar, y sólo muy accesoriamente por medios diplomáticos; también las insurrecciones políticas en el interior del país se saldaron con medidas militares. Si unas pocas veces las negociaciones políticas entre fracciones fueron discutidas en lugar de generar enfrentamientos armados, los negociadores tenían en vista sus posiciones militares relativas durante las mismas; cada vez que el gobierno central se consideró suficientemente fuerte como para aplastar a sus enemigos internos, ignoró o violó los acuerdos de paz.
Desde los principios mismos de la Revolución, los jóvenes encontraron en la carrera militar una fuente de aventuras, de prestigio y de realización personal, además de sentirse impulsados a servir a la defensa de su Patria. De modo que el Ejército no tuvo problemas en reclutar oficiales en cantidad suficiente, y un porcentaje muy alto de los jóvenes de clase media ingresaron al mismo.
En contraste, entre las clases bajas el enrolamiento se produjo mayoritariamente contra la voluntad de los afectados. También una alta proporción de los hombres jóvenes de origen humilde fue enrolada en los ejércitos y milicias. Los oficiales de las milicias respaldaban su posición económica y política con las tropas de su mando, que les era personalmente leal a cambio de la solución de sus problemas personales y la influencia que sus jefes podían ejercer en favor de los subordinados.
Por antiguas normativas, los habitantes de las ciudades estaban obligados a prestar servicios militares, y fue este grupo el que formó los primeros ejércitos que marcharon a frentes de combate lejanos. Pero esas mismas normas establecían también que los miembros de las milicias locales no podían ser obligados a trasladarse lejos de su ciudad, con lo cual lograron el traspaso de la obligación de marchar al frente a los milicianos rurales, cuyos servicios no estaban limitados geográficamente. Por otro lado, los oficiales urbanos tenían una fuerte tendencia a proteger en cierta medida a los "cívicos" a sus órdenes, que le servían de fuente de prestigio. La relativa paz que existió con los indígenas en este período facilitó la movilización de los gauchos a frentes lejanos, y la creciente importancia de la caballería hizo que fueran considerados soldados muy valiosos por su experiencia en el manejo de caballos.
Los problemas para movilizar soldados para los ejércitos fueron solucionados, en parte, con la movilización de los esclavos negros, a los que se manumitía a cambio del servicio militar. El servicio militar de los negros era, en la práctica, de duración indeterminada, de modo que el sistema no significó, por sí mismo, una modificación sustancial del número de negros libertos en la sociedad civil. En cambio, sí resultó en un debilitamiento de todo el sistema servil, que fue desmontado en gran medida en la primera década independiente: la proporción de esclavos en la población total disminuyó muy aceleradamente, y pocas décadas después ya no habría casi esclavos en las Provincias Unidas.

### La economía en torno a 1820
La apertura al libre comercio, moderadamente iniciada por el virrey Cisneros y firmemente sostenida por todos los gobiernos independientes, tendría, a largo plazo, un efecto generalizado en todo el territorio del ex virreinato. No obstante, a corto plazo, el efecto directo no fue mucho más allá de los límites de la provincia de Buenos Aires y la Banda Oriental. El resto del país quedó atado a los circuitos comerciales previos, centrados en los mercados de consumo locales y la dependencia de los mercados del Alto Perú, de Chile, e incluso del Paraguay.
Los circuitos comerciales tradicionales quedaron muy pronto dislocados: la pérdida del Alto Perú privó al Río de la Plata de su principal mercado consumidor y de la región productora de metales preciosos. Las economías del interior quedaron aisladas, y sus sectores mercantiles dejaron de cumplir el rol vinculante entre Buenos Aires y el Alto Perú. Desde el punto de vista económico, Córdoba había estado más ligada por su comercio al Alto Perú y a Cuyo que a Buenos Aires. Cuyo, a su vez, estaba más cerca de Santiago de Chile que de la capital, y en general todas las provincias del norte dependían desde todo punto de vista al Alto Perú.
A medida que las provincias del interior comenzaron a sentir los efectos de la apertura al comercio mundial, se pronunciaron en contra de la misma, ya que perjudicaba sus economías internas. El proceso revolucionario no pudo contener las tensiones que el poder borbónico había mantenido oculto. Durante muchos años, las provincias del interior habían tolerado el centralismo de Buenos Aires sustentado en la legitimidad del Rey, pero ahora, su desaparición eliminaba todas las razones para que ese malestar no saliera a la luz.
En cambio, en Buenos Aires y la Banda Oriental el comercio transatlántico generó una rápida expansión de la ganadería vacuna. La misma tenía, no obstante, un serio obstáculo en la falta de trabajadores, acentuada por la incorporación de los hombres en edad laboral a los ejércitos patrios. La falta de brazos para la ganadería se solucionó en parte con un proceso de migración interna desde las provincias del noroeste, que no habría de detenerse en adelante.
A pedido de los productores ganaderos, se acentuó la presión –que se había iniciado durante el virreinato– sobre los "vagos y malentretenidos", que eran incorporados a las filas del ejército si no probaban estar empleados por algún empleados conocido por medio de la llamada papeleta de conchabo; si bien las razones esgrimidas eran principalmente morales, el objetivo central era forzar a la numerosa población campesina itinerante a emplearse al servicio de los propietarios. No obstante, la falta de mano de obra siguió siendo un problema crónico, llevando a los propietarios a competir entre ellos por la misma, lo que causó un rápido aumento de los salarios. Junto a la baja en los precios de productos de primera necesidad, este aumento de salarios generó una evidente mejora en las condiciones materiales de vida de los gauchos, en medida muy similar al efecto que tuvo en las ciudades.
Hacia fines del período de la independencia, la economía de las provincias interiores estaba devastada por los efectos de la guerra de independencia, de las guerras civiles y del cierre de los mercados tradicionales. En contraste, la economía porteña –y, aunque bajo el poder portugués, también la oriental– sentía los efectos benéficos de la apertura comercial. La aparición de los saladeros marcó el inicio del ciclo del tasajo y del cuero.
Pero, aún en las regiones más dinámicas, la situación económica del país era muy débil: casi no tenía industrias, y las artesanías estaban en retroceso ante la competencia europea, principalmente británicas. De modo que se desarrolló una relación de dependencia económica de Gran Bretaña, que a corto plazo se convirtió en el principal comprador y vendedor de las Provincias Unidas.
El estado debía enfrentar los gastos de una burocracia creciente y de la guerra de independencia; los continuos faltantes de fondos fueron solucionados con medios extraordinarios, tales como limitaciones de los gastos en sueldos, contribuciones forzosas y confiscaciones de bienes a los españoles. De modo que las finanzas públicas pasaron a depender casi exclusivamente de los impuestos al comercio exterior, una característica que se prolongaría por más de un siglo. La presión fiscal ejercida sobre los comerciantes generó una baja generalizada de los niveles de ganancia de los comerciantes más acaudalados, que lentamente abandonaron sus actividades comerciales, invirtiendo principalmente en tierras dedicadas a la ganadería. Su lugar en el comercio exterior fue cubierto por comerciantes británicos.
El rápido aumento de la rentabilidad ganadera produjo una cierta disminución de la producción agrícola. A esto se sumó un movimiento de presión por parte de los ganaderos para extender los límites de la ganadería, ganando tierras sobre la frontera con los indígenas para incorporarlas a la ganadería. Los avances sobre territorios indígenas en el sur serían una característica predominante en las décadas siguientes.

## Reconocimiento diplomático
El primer Estado a reconocer la independencia argentina fue Chile en 1819 de modo tácito, por medio del Tratado Particular entre el Estado de Chile y el de las Provincias Unidas del Río de la Plata, de 5 de febrero de 1819 entre O’Higgins y Pueyrredón, ambos aliados de San Martin. Luego en 1821, hubo el Reconocimiento de la Independencia de la República Argentina por S. M. el rey de Portugal, a 16 de abril de 1821, de modo formal, tras el tema de la Banda Oriental. Pero, otra fuente apunta al Reino de Hawái como el pionero, con la firma de un tratado con el rey Kamehameha I por parte del comandante de la flota nacional Hipólito Bouchard en 1818.
Posteriormente en un contexto de desarrollo institucional argentino y competencia por influencia en el continente americano, Estados Unidos y Gran Bretaña reconocieron el nuevo Estado: Reconocimiento de la Independencia de la República Argentina por los Estados Unidos de América a 8 de marzo de 1822 y sucesivos tratados de Amistad, Comercio y Navegación (desde el 2 de febrero de 1824) con el Reconocimiento de la Independencia de la República Argentina a 15 de diciembre de 1825.
De modo tácito, debido a la ocupación brasileña de la Banda Oriental, una serie de acciones y contactos políticos establecerán el reconocimiento recíproco entre Argentina y Brasil desde 1822 hasta la eclosión de la Guerra argentino-brasileña en 1825. En el ámbito del bolivarianismo, fue firmado el Tratado entre la República de Colombia y el Estado de Buenos Aires a 8 de marzo de 1823, en el cual hubo el reconocimiento mutuo.
Entre 1829 y 1850, hubo la conquista del respecto extranjero (sobre todo oeste-europeo): reconocimientos por el Reino de Piamonte-Cerdeña (12 de mayo de 1837), el Reino de Dinamarca (20 de enero de 1841), las Ciudades libres de Hamburgo (1 de marzo de 1844) y Bremen (11 de abril de 1845) y el Reino de Suecia (3 de enero de 1846). Después, Francia y España también lo hicieron en, respectivamente, 1857 y 1863.